# 2023年の政治
< 2022年 | 2023年の政治 | 2024年 >
2023年の政治（2023ねんのせいじ）とは、2023年の政治分野に於ける出来事についてまとめる。なお、国旗が無い記述は日本における出来事である。

## 出来事

### 1月
- 1日
  -  アラン・ベルセが2023年度のスイス連邦大統領、ヴィオラ・アムヘルトが連邦副大統領に就任[1]。
  -  中国の王毅前外交部長が共産党中央外事工作委員会弁公室主任に就任したことが明らかになった。楊潔篪の後任として外交トップを務める[2]。
  -  ブラジル連邦共和国大統領にルイス・イナシオ・ルーラ・ダ・シルヴァが就任[3]。
  -  クロアチアがシェンゲン協定に加盟し、欧州共通通貨ユーロを導入[4]。
  -  国際連合安全保障理事会非常任理事国に日本・モザンビーク・エクアドル・スイス・マルタが就任。任期は2024年末まで。日本は加盟国最多の12回目[5]。
- 2日 -  ブルガリアのルメン・ラデフ大統領は議会第2党の我々は変化を継続する（英語版）(PP)に組閣を要請。PPはニコライ・デンコフ元教育相を首相候補に決定[6]したが、PPは9日に組閣任務を返上[7]。次に16日にブルガリア社会党(BSP)に組閣を要請[8]したが、24日に返上。これを受け2月3日に議会を解散し、4月2日に総選挙を実施すると表明[9]。
- 3日 -  アメリカ合衆国第118回議会（英語版）開会。下院議長選挙が行われたが、多数派となった共和党で保守強硬派が造反し、ケビン・マッカーシー党院内総務が過半数獲得に失敗し、100年ぶりに再選挙が行わる事態に[10]。7日未明の15回目投票でマッカーシーが過半数となる216票を得票し選出[11]。
- 4日 -  モンテネグロ議会にて新首相に指名されたミオドラグ・レキッチ（英語版）元外相は連立工作に失敗し、組閣できず[12]。
- 5日
  - 自由民主党所属の衆議院議員の後藤田正純（比例四国ブロック選出）が辞職[13][14]。6日、記者会見で徳島県知事選挙への出馬を表明[15][16]。18日、次点の瀬戸隆一が繰り上げ当選[17]。
  -  大韓民国国家情報院は、北朝鮮の李容浩元外相が粛清されたことを確認したと明らかにした[18]。
  -  ベトナム国会はファム・ミン・チン首相が提出した人事案に基づき、ファム・ビン・ミン副首相とヴー・ドゥック・ダム（ベトナム語版）副首相の解職およびチャン・ホン・ハー（ベトナム語版）とチャン・ルー・クアンの副首相への任命を可決した[19][20]。
- 6日 -  ロシア政府は、ウラジーミル・プーチン大統領の命令により、同日12時から翌7日24時までの停戦を一方的に宣言。ウクライナのウォロディミル・ゼレンスキー大統領は、ロシア軍の態勢を整えるために一時停戦を利用しようとしていると反発し、停戦を拒絶[21]。停戦は実現しないまま、ロシア側は「防衛」と称して砲撃を継続[22]。
- 8日 - 任期満了に伴う尾張旭市長選挙が告示され、立候補が1人であったため、新人の柴田浩（無所属）が無投票で初当選[23][24]。
- 9日
  - 町長の死去に伴う八峰町長選挙が告示され、立候補が1人であったため、新人の堀内満也（無所属）が無投票で初当選[25][26][27]。
  -  ブラジル最高裁判所のアレクサンドル・デ・モラエス（英語版）長官は、ジャイール・ボルソナーロ前大統領支持者による暴動（2023年ブラジル三権広場襲撃事件）への対応が不十分であったことを理由に、ブラジリア連邦直轄区のイバネス・ロシャ（英語版）知事を90日間停職とし、セリーナ・レオン（英語版）副知事が知事代行に就任[28]。10日、最高裁は治安維持の職務を怠った疑いで、ボルソナーロ政権で法務・公安相を務めた同直轄区のアンデルソン・トレス（英語版）前公安局長の拘束を命じ[29]、14日に逮捕[30]。
  -  ガボンのアリー・ボンゴ・オンディンバ大統領がローズ・クリスティアンヌ・オスカ・ラポンダ（英語版）首相を副大統領に指名し、後任の首相にはアランクロード・ビリビンゼ（英語版）副首相を指名[31]。
- 10日
  -  大韓民国の最大野党・共に民主党の李在明代表が、城南市市長時代に自身の所有するプロサッカーチーム城南FCへ後援金を出した企業に利便を図った容疑で取り調べを受けるために水原地検城南支部に出頭[32]。
  -  アルメニアのニコル・パシニャン首相は、同国で今年予定されているロシア主導の集団安全保障条約機構の軍事演習を拒否する考えを表明[33]。
- 12日 -  アメリカ合衆国のメリック・ガーランド司法長官は、ジョー・バイデン大統領が副大統領時代に作成された機密文書を自宅などに持ち出していた問題の捜査を統括するため、元検察官のロバート・ハー（英語版）を特別検察官に任命[34]。
- 13日
  - 自由民主党所属の参議院議員である三木亨（比例区）が議員辞職[35]。昨年12月19日には、記者会見で徳島県知事選挙への立候補を正式に表明している[36]。18日、次点の田中昌史が繰り上げ当選[17]。
  -  カザフスタン上下院は合同会議を開催し、前大統領ヌルスルタン・ナザルバエフに「国民の指導者」の称号を付与した法律などを廃止。これにより一族への不逮捕特権も廃止される[37]。
  -  チェコ大統領選挙（英語版）第1回投票を執行（～14日）。退役軍人で元北大西洋条約機構軍事委員長ペトル・パヴェルが得票率35.4％で首位となり、アンドレイ・バビシュ前首相の35.0％を僅差で上回ったものの過半数には届かず、27、28両日の決選投票に持ち越された[38][39]。
- 15日 -  民主進歩党主席選挙。2022年11月の統一地方選挙で大敗し党主席を引責辞任した蔡英文総統の後任として頼清徳副総統が選出された[40]。1月18日に正式就任[41]。
- 16日
  - 前年より体調不良の続いていたれいわ新選組の水道橋博士参議院議員が議員辞職届を提出し受理された[42]。同日、党代表の山本太郎は、党の比例区繰り上げ当選者が1年ごとに辞職し、残り任期を5人が交代で務めると明らかにした[43]。18日、次点の大島九州男が繰り上げ当選[17]。
  - 白老町の戸田安彦町長は、4月の北海道議会議員選挙に立候補するため町長を辞職[44]。
  -  軍事的な知識の乏しさなどが指摘されていたドイツのクリスティーネ・ランブレヒト国防相が辞任[45]。17日、オラフ・ショルツ首相は、後任にニーダーザクセン州内相のボリス・ピストリウスを指名[46]。
- 17日
  -  ベトナムのグエン・スアン・フック国家主席は、共産党の臨時の中央委員会総会で辞任の意向を示し、承認された[47]。18日、国会で辞任が承認された。副主席のヴォー・ティ・アイン・スアンが職務を代行する[48]。
  -  昨年12月に不信任が可決されていたスロバキアのエドゥアルド・ヘゲル首相は、議会で新たに過半数勢力を確保することを諦め、議会選挙の繰り上げ実施を要求[49]。
  -  18日にかけて、北朝鮮の国会にあたる最高人民会議が万寿台議事堂にて開催。金正恩朝鮮労働党総書記（国務委員長）は欠席[50]。
  -  韓国政府が「全北特別自治道設置等に関する特別法」を公表。これにより全羅北道が2024年1月18日に「全北特別自治道」に改編予定[51][52]。
  - 任期満了に伴う苓北町長選挙が告示され、立候補の届け出が1人のため、新人の山﨑秀典（無所属）が無投票で初当選[53][54]。
- 18日
  - 2021年10月の衆院選で公示前に自身への投票を呼び掛ける文書を不特定多数の有権者に送ったとして、公職選挙法違反（事前運動、法定外文書頒布）の罪に問われた日本維新の会の前川清成衆議院議員に対し、奈良地方裁判所は罰金30万円の有罪判決を言い渡した[55]。前川は判決を受け党奈良県総支部代表を辞任[56]。
  -  アンティグア・バーブーダ総選挙（英語版）を執行。17議席中、アンティグア・バーブーダ労働党が議席を減らしたが9議席を獲得しかろうじて過半数。統一進歩党（英語版）が 6、バーブーダ人民運動（英語版）が1議席、無所属が1人当選[57]。
- 19日
  -  ニュージーランドのジャシンダ・アーダーン首相が2月7日までに退任（英語版）し、4月まで議員を続けた上で10月14日に解散総選挙を実施する旨を表明[58]。22日、与党・ニュージーランド労働党が新党首にクリス・ヒプキンス教育相を選出[59]。25日、ヒプキンスが第41代首相に就任[60]。
  -  大韓民国検察は、朴槿恵政権下で任命された公共機関のトップらに辞任を強要したとして、職権乱用罪で 白雲揆（朝鮮語版）元産業通商資源部長官と、趙明均元統一部長官、兪英民（朝鮮語版）元科学技術情報通信部長官ら文在寅政権の元高官5人を在宅起訴[61]。
  -  中華民国の蘇貞昌行政院長は、蔡英文総統に辞任と内閣総辞職を申し出たと自身のFacebookで明らかにした[62]。25日、総統府は後任に陳建仁前副総統が就任すると発表[63]。31日に就任[64]。
  -  中華人民共和国の習近平国家主席（党総書記）は江蘇省人民代表大会（中国語版）により第14期全国人民代表大会（中国語版）の江蘇省代表として選出された[65]。
  -  レバノン国民議会は大統領選挙の11回目投票を実施。ミシェル・モアワド（英語版）議員が34票、白票37票で選出できず[66]。
- 20日
  -  トリニダード・トバゴの上下院議員で構成される選挙人団は新大統領にクリスティン・カンガルー前上院議長を選出[67]。
  -  ポリサリオ戦線はサハラ・アラブ民主共和国の大統領に現職のブラヒム・ガリを再選[68]。
- 21日 -  トルクメニスタンで憲法改正が行われ、議会の二院制を廃止。人民評議会が「国権の最高機関」とされ、同時に議長のグルバングル・ベルディムハメドフ前大統領は「国の指導者」と規定された[69]。
- 22日
  - 山梨県知事選挙を執行。現職の長崎幸太郎が再選[70]。
  - 甲府市長選挙を執行。現職の樋口雄一が3選[71]。
  - 任期満了に伴う軽井沢町長選挙が投開票され、新人の土屋三千夫（無所属）が現職の藤巻進（無所属）などを破り、初当選[72][73][74]。
  - 任期満了に伴う筑紫野市長選挙が投開票され、新人の平井一三（無所属）が現職の藤田陽三（無所属）などを破り、初当選[75][76][77]。
  - 任期満了に伴う守山市長選挙が告示され、立候補の届け出が1人のため、新人の森中高史（無所属）が無投票で初当選[78][79][80]。
  -  イスラエルのベンヤミン・ネタニヤフ首相は、過去の脱税での有罪判決を理由に閣僚資格はないとする最高裁の判断に従い、アリエ・デリ（英語版）内相兼保健相を罷免[81]。
- 23日
  - 第211回国会（通常国会）召集[82]。
  -  クウェートのアフマド首相が、個人債務を救済する法案の成立を要求する議会との対立を理由に辞意を表明[83]。26日、ナワーフ首長が辞任を承認する首長令を発令[84]。
  -  ロシア外務省は、エストニアの駐ロシア大使に2月7日までの国外退去を求めた。エストニアとの外交関係を臨時代理大使レベルに引き下げることも発表。エストニアも報復としてロシアの駐エストニア大使を国外退去にすると明らかにした[85]。同日、ラトビアもロシア大使に国外退去を求めた[86]。
- 24日
  - 任期満了に伴う西ノ島町長選挙が告示され、立候補の届け出が1人のため、新人の坂栄一秀（無所属）が無投票で初当選[87][88]。
  -  ウクライナ大統領府副長官キリロ・ティモシェンコ（英語版）や、5州の知事、副大臣5名など要職者ら24名が汚職の捜査を受けて一斉に辞任[89]。
- 25日
  - 一票の格差が最大2.08倍だった2021年10月の衆院選について、最高裁判所大法廷は「合憲」とする統一判断を示し、弁護士グループの上告を棄却[90]。
  -  ボスニア・ヘルツェゴビナ議会がボリャナ・クリシュトを閣僚評議会議長（首相）とする新政権を賛成23、反対19票で承認[91]。
  -  韓国の羅卿瑗前国会議員は3月8日に実施予定の与党・国民の力の代表（党首）選挙からの撤退を表明[92]。党首選に金起炫（朝鮮語版）と安哲秀は既に出馬を表明している[93]。
- 26日 -  トケラウ総選挙（英語版）を執行。閣僚、市長、住民代表ら20人を選出[94][95]。
- 27日
  -  ペルーのディナ・ボルアルテ大統領は、議会に対し次回総選挙を2024年4月から2023年12月に繰り上げるよう要請[96]。議会は28日にこの要請を否決[97]。
  -  チェコ大統領選挙（英語版）決選投票を執行（～28日）。退役軍人で元北大西洋条約機構軍事委員長のペトル・パヴェルが約58％の得票で当選[98]。
  -  アメリカ合衆国のジョー・バイデン大統領は、ロン・クレイン大統領首席補佐官が退任し、後任にホワイトハウスで新型コロナウイルス対策調整官を務めたジェフ・ザイエンツ（英語版）を起用すると発表[99]。
- 29日
  - 任期満了に伴う弥彦村長選挙が投開票され、新人の本間芳之（無所属）が現職の小林豊彦（無所属）を破り、初当選[100][101]。
  - 任期満了に伴う大木町長選挙が投開票され、新人の広松栄治（無所属）が現職の境公雄（無所属）らを破り、初当選[102][103]。
  -  湾岸協力会議(GCC)の評議会は新事務局長にクウェートのジャーシム・ムハンマド・アル＝ブダイウィ(Jassim Muhammad al-Budaiwi)を2月1日付で任命[104]。
  -  チュニジア人民議会選挙（英語版）決選投票を執行。投票率は11％と低迷[105]。
- 30日
  - 参議院の尾辻秀久議長は、2022年7月の初当選以来国会欠席を続けているNHK党のガーシー議員に対し、出席を求める「招状」を発出。1949年以来74年ぶりで史上2例目[106]。国会法の定める7日間の出席期限を過ぎたため、2月8日に尾辻議長が懲罰委員会に付託[107]。
  -  赤道ギニアのフランシスコ・パスクアル・オバマ・アスエ（英語版）首相が内閣総辞職[108]。31日の大統領令でマヌエラ・ロカ・ボテイ（英語版）が新首相に任命された[109]。

### 2月
- 1日 -  ミャンマーの実権を握っている国軍が国営テレビで、1月31日が期限だった非常事態宣言の6カ月延長と、総選挙の先送りを表明[110]。
- 2日
  -  ブルガリアのルメン・ラデフ大統領が3日付で議会を解散し、4月2日に総選挙を実施する法令に署名。また同日、ガラブ・ドネフ（英語版）首相を引き続き暫定政権の首班に任命[111]。
  -  ペルー議会は、ディナ・ボルアルテ大統領が次回総選挙を2024年4月から2023年7月に繰り上げ、制憲議会の樹立に関する国民投票を実施するよう求めた要請を賛成75、反対47、棄権1票で否決[112]。
- 3日
  - 自由民主党所属の岸信夫前防衛相は、体調不良を理由に細田博之衆議院議長に議員辞職願を提出。国家安全保障担当の内閣総理大臣補佐官についても辞任し、木原誠二内閣官房副長官が同日付で兼務[113]。7日の衆議院本会議で岸の議員辞職を許可[114]。
  -  大韓民国のソウル中央地裁は、子供の大学入学の不正に関わったなどとして、曹国元法務部長官に懲役2年の実刑を言い渡した[115]。
  -  アメリカ合衆国国務省は、中国の偵察用気球が米上空に進入したことを受け、アントニー・ブリンケン国務長官の訪中を延期すると発表[116]。4日にアメリカ空軍が気球を撃墜[117]。5日、中国外交部は「強烈な不満と抗議」を示す声明を発表[118]。
- 4日 - 岸田文雄内閣総理大臣は、同性結婚を巡って「見るのも嫌だ」などと差別発言をした荒井勝喜内閣総理大臣秘書官を更迭[119]。
- 5日
  - 愛知県知事選挙を執行。現職の大村秀章が4選[120]。
  - 北九州市長選挙を執行。元厚生労働官僚の武内和久が、元国土交通官僚で与野党相乗り候補の津森洋介ら3人を破り、初当選[121]。
  - 舞鶴市長選挙を執行。日本維新の会府京都府総支部が推薦する元市議の鴨田秋津が、現職の多々見良三ら3人を破り初当選[122]。
  - 任期満了に伴う菰野町長選挙が投開票され、新人の諸岡高幸（無所属）が現職の柴田孝之（無所属）を破り、初当選[123][124]。
  - 任期満了に伴う陸前高田市長選挙が投開票され、新人の佐々木拓（無所属）が現職の戸羽太（無所属）を破り、初当選[125][126]。
  - 任期満了に伴う安城市長選挙が投開票され、新人の三星元人（無所属）が新人同士の一騎打ちを制して、初当選[127][128]。
  -  キプロス大統領選挙（英語版）を執行。第1回目投票では、ニコス・フリストドゥリディス前外相が得票率32.0％で1位、アンドレアス・マヴロイアニス（英語版）元国連大使が29.6％で2位となり、両者が12日の決選投票に進出[129]。
  -  モナコ議会総選挙（英語版）を執行。モナコ国民同盟（英語版）が全24議席を獲得し、新党・モナコの新しいアイディア（英語版）は議席獲得ならず[130]。
- 6日 - 日本共産党は、党首公選制など同党改革を訴える著書を出した党員でジャーナリストの松竹伸幸を除名処分とした[131]。
- 7日 -  リシ・スナク首相はこの日、政権発足後初となる小規模の内閣改造を実施（スナク第1次改造内閣）[132]。
- 8日 -  大韓民国国会は、149人が死亡したソウル梨泰院雑踏事故の責任を問い、李祥敏（朝鮮語版）行政安全部長官の弾劾訴追案を賛成179票、反対109票、無効5票で可決。李は憲法裁判所の判断が下されるまで職務停止となり、韓唱燮（朝鮮語版）次官が職務を代行[133]。
- 10日
  -  モルドバのナタリア・ガブリリツァ首相が辞任表明[134]。マイア・サンドゥ大統領はドリン・レチャン大統領補佐官を後任に指名[135]。16日、議会が定数101人中62人の賛成でレチャンを首班とする新内閣を承認[136]。
  -  ロシアの裁判所は、ハバロフスク地方のセルゲイ・フルガル（英語版）前知事に殺人罪などで禁錮22年の判決を言い渡した[137]。
- 12日
  - 厚木市長選挙を執行。元神奈川県議の山口貴裕が新人4人の戦いを制し、初当選[138]。
  -  キプロス大統領選挙（英語版）決選投票を執行。ニコス・フリストドゥリディス前外相が51.9%を得票し当選[139]。
  -  2021年9月26日のベルリン市議会選挙のやり直し選挙が執行され、159議席中ドイツキリスト教民主同盟が52議席となり第1党。オラフ・ショルツ首相の属するドイツ社会民主党は34議席にとどまり、2021年時の選挙とは勝敗が逆転[140]。
  -  アルゼンチンのフアン・マンスール（英語版）内閣首席大臣（首相）は、トゥクマン州知事選挙への出馬のために首相辞任を表明。後任にはアグスティン・ロッシ（英語版）元国防相が15日に就任すると発表[141]。
  -  バングラデシュ国会が大統領選挙を執行し、唯一の候補者であるシャハブディン・チュップを選出、4月24日就任予定[142]。
- 13日
  - 自由民主党は、無所属の三反園訓衆議院議員の会派入りを衆議院事務局に届け出た[143]。
  - 徳島県藍住町が発注した給食用の阿波牛の調達事業で他社の見積額を業者に漏らしたとして、元町議会副議長の平石賢治と副町長が官製談合防止法違反と公契約関係競売入札妨害の容疑で逮捕された[144]。
  -  モルドバのマイア・サンドゥ大統領はロシアによるモルドバ政権転覆計画（英語版）を非難[145]。
- 14日
  - 任期満了に伴う豊能町長選挙が告示され、届け出のあった候補者が1人のため、新人の上浦登（大阪維新の会）が無投票で初当選[146][147]。
  -  アメリカ合衆国のニッキー・ヘイリー前サウスカロライナ州知事が2024年大統領選挙への立候補を表明。共和党からの出馬表明はヘイリーが国連大使として仕えたドナルド・トランプ前大統領に続いて2人目[148]。
- 15日
  -  イギリス・スコットランド自治政府のニコラ・スタージョン首相が辞任表明[149]。
  -  世界銀行のデイヴィッド・マルパス（英語版）総裁が任期満了を待たず6月末に辞任することを表明[150]。23日、アメリカ合衆国のジョー・バイデン大統領は後任にマスターカード前会長のアジェイ・バンガを指名[151]。
- 16日
  -  大韓民国検察は、城南市長時代に手がけた都市開発を巡る背任容疑などで、最大野党・共に民主党の李在明代表の逮捕状を請求[152]。27日に国会で逮捕同意案の採決が行われ、賛成139票、反対138票で過半数に達せず否決[153]。3月22日、背任や収賄などの罪で李を在宅起訴[154]。
  -  アメリカ合衆国のマーティ・ウォルシュ労働長官が3月中旬に辞任し、ナショナルホッケーリーグ選手会（英語版）事務局長に就任することを発表[155]。28日、ジョー・バイデン大統領は後任にジュリー・スー（英語版）労働副長官を指名すると発表[156]。
- 17日
  - 岸田文雄首相は、森雅子首相補佐官（女性活躍担当）にLGBT理解増進担当を兼務させる人事を発令[157]。
  - 阿波市の藤井正助市長が体調不良を理由に辞職[158]。
- 18日 -  アフリカ連合はコモロ連合大統領のアザリ・アスマニを総会議長に選出[159]。
- 19日
  - 鳥栖市長選挙が執行され、新人の向門慶人（無所属）が現職の橋本康志（無所属）らを破り、初当選[160][161]。
  - 国東市長選挙が執行され、新人の松井督治（無所属）が初当選[162][163]。
  - 戸沢村長選挙が執行され、新人の加藤文明（無所属）が初当選[164][165]。
  - 津波浸水区域にある室戸市庁舎の移転建て替えの賛否を問う住民投票が行われ、現庁舎の耐震補強が3478票で、移転建て替えの1506票を上回った[166]。
- 20日 - 黒滝村の辻村源四郎村長は、村が出資する第三セクターの副社長らが国の雇用調整助成金をだまし取ったとして逮捕された事件を受け、責任をとって3月31日付で辞職する意向を表明[167]。
- 21日
  - 参議院懲罰委員会は、2022年7月の参院選で当選した後、国会に一度も登院していなNHK党のガーシー議員に対し、3番目に重い懲罰である「公開議場における陳謝」を科すことを全会一致で決めた[168]。22日に参議院本会議でこの懲罰を賛成多数で可決[169]。
  - 2021年7月に行われた道志村長選挙で居住実態がないのに村民として投票したなどとして、公職選挙法違反（詐偽投票）などの疑いで、山梨県警察が現職の長田富也村長の親族や支援者ら6人を書類送検[170]。3月20日、甲府区検察庁がうち4人を略式起訴。甲府簡易裁判所は同日、4人に罰金の略式命令を出した[171]。
  -  ロシアのウラジーミル・プーチン大統領は議会などに向けた年次教書演説を行い、アメリカとの「新戦略兵器削減条約」の履行停止を発表[172]。
- 22日
  - 東川町長選挙が告示され、届け出のあった候補者が1人のため、新人の菊池伸（無所属）が無投票で初当選[173][174]。
  - 7つある浜松市の行政区を3つに再編する条例が、浜松市議会で賛成多数で可決、成立[175]。
- 23日
  -  アルツァフ共和国のアライク・ハルチュニャン大統領はルベン・ヴァーダニャン（英語版）国務大臣（首相格）を解任し、グルゲン・S・ネルシシャン（アルメニア語版）首席検察官を指名[176]。
  -  国際連合総会はロシアのウクライナ侵攻を巡る緊急特別会合で、ロシア軍の即時撤退などを求める決議案を141カ国の賛成で採択。反対はロシアや北朝鮮など7カ国で中国とイラン、インドなど32カ国が棄権[177]。
- 24日 -  ジブチ議会総選挙（英語版）を執行し、政党連合・大統領多数派連合（英語版）が57議席を獲得し勝利。他の野党はほぼ候補を擁立せず、ジブチ民主正義連合（英語版）が5議席を獲得したのみ[178]。
- 25日
  - 内閣総理大臣の岸田文雄が議長を務めるG7首脳テレビ会議を開催。ウクライナ大統領のウォロディミル・ゼレンスキーも会議に参加[179]。
  -  ナイジェリア議会選挙・大統領選挙（英語版）を執行。一部地域では投票締切後24時間が経過しても投票が続き[180]、大統領選挙は現与党系のボラ・ティヌブ元ラゴス州知事が得票率36.6％で当選。アティク・アブバカル（英語版）元副大統領は29.1％、ピーター・オビ（英語版）元アナンブラ州知事が25.1％[181]。
- 26日 - 山ノ内町長選挙が執行され、新人の平澤岳（無所属）が現職の竹節義孝（無所属）を破り、初当選[182][183]。
- 27日 -  ネパール連立政権は次期大統領候補を巡る対立で亀裂が決定的となり、ネパール共産党統一マルクス・レーニン主義派所属の外相、副首相兼財務相を含む8人の閣僚全員が辞任表明[184]。
- 28日
  - 衆議院本会議で一般会計の歳出総額が114兆3812億円の令和5年度予算案の採決が行われ、自民、公明両党の賛成多数で可決[185]。
  -  大韓民国検察は、2019年に北朝鮮の船員2人を亡命の意思に反して強制送還したとして、鄭義溶元国家安保室長、盧英敏元大統領秘書室長、徐薫元国家情報院長、金錬鉄（朝鮮語版）元統一部長官を職権乱用の罪などで在宅起訴[186]。

### 3月
- 1日 -  インドでG20外相会合が開幕。日本からは予算案審議の都合で欠席する外務大臣の林芳正の代理として外務副大臣の山田賢司が出席[187][188][189]。林は3日にインドを訪問し、日米豪印外相会合に出席[190]。
- 2日
  -  ベトナム国会は国家主席にヴォー・ヴァン・トゥオン共産党書記局常務を選出[191]。
  -  国際連合は、世界食糧計画の事務局長に米共和党の故ジョン・マケイン上院議員の妻シンディ・ヘンスリー・マケインを任命したと発表。4月4日就任予定[192]。
- 3日
  - 6月の青森県知事選挙に出馬表明しているむつ市の宮下宗一郎市長が辞職[193]。
  -  カンボジア首都プノンペンの裁判所は、解党された旧最大野党・カンボジア救国党の指導者ケム・ソカーに対し、国家反逆罪で禁錮27年の判決を言い渡した[194]。
- 4日 -  中華民国立法委員南投県第2区の補選で民主進歩党の蔡培慧が当選[195]。
- 5日
  - 白老町長選挙が執行され、新人の大塩英男（無所属）が初当選[196][197]。
  -  クウェートのミシュアル皇太子がアフマドを首相に再任[198]。
  -  エストニア議会選挙（英語版）を執行。101議席中、カヤ・カッラス首相率いるエストニア改革党が37議席を獲得し勝利。欧州懐疑主義のエストニア保守人民党が17、中道左派のエストニア中央党（英語版）は16議席[199]。
  -  中華人民共和国の第14期全国人民代表大会（中国語版）第1回会議が開幕[200]。
- 6日 -  大韓民国の朴振外交部長官は、徴用工訴訟問題の解決策を発表し、大法院で敗訴した日本企業の賠償を大韓民国政府傘下の財団が肩代わりすることなどを正式に表明[201]。
- 7日
  -  カタールのハーリド（英語版）首相が辞任を表明し、タミーム首長より新首相に任命されたムハンマド（英語版）外相が就任宣誓[202]。
  -  ジョージアでは資金の20％以上を海外から受け取っている団体・組織を「外国のエージェント」に指定する法案が与党の「グルジアの夢」などの賛成多数で採択された。首都トビリシでは抗議活動が勃発[203][204]。9日に与党が法案の撤回を発表[205]。
- 8日
  - 海外に滞在したまま国会欠席を続けるNHK党のガーシー参議院議員は、議場での陳謝が予定されたこの日の参議院本会議も欠席。同日、尾辻秀久議長は「院議に従わなかった」と述べ、ガーシー議員を懲罰委員会に付すことを宣言[206]。またNHK党の立花孝志党首は、党首を引責辞任し、党名も政治家女子48党に変更すると発表[207]。後任には元子役の大津綾香が就任する[208]。14日、懲罰委員会は、ガーシー議員に対し最も重い懲罰の「除名」を科すことを全会一致で決定[209]。15日、参議院本会議でガーシー議員の除名を賛成235、反対1票で可決し失職[210]。16日、警視庁は常習的脅迫などの容疑でガーシー前参院議員と動画作成協力者の逮捕状を取得[211]。
  -  大韓民国の与党・国民の力の党代表選挙の開票が行われ、金起炫（朝鮮語版）議員が53％の得票で当選[212]。
- 9日
  - 4月の大分県知事選挙への出馬を表明している無所属の安達澄参議院議員（大分県選挙区）が議員辞職願を提出[213]。10日の参議院本会議で辞職を許可[214]。
  -  ネパール大統領選挙（英語版）を執行し、連邦・州議会議員による投票の結果、ラム・チャンドラ・パウデルが33,802票を獲得し当選。スバス・ネムバンは15,518票[215]。
  -  マレーシア汚職対策委員会が汚職などの疑いでムヒディン・ヤシン元首相を逮捕[216]。10日、検察がムヒディンを職権乱用など6件の罪で起訴[217]。
  -  フィジーの司法当局は、南太平洋大学の不正経理事件に介入し警察の捜査を打ち切らせたとして、フランク・バイニマラマ前首相を権力乱用の疑いで訴追[218]。翌10日に保釈され、無罪を主張し争う考えを示した[219]。
- 10日
  - 日本銀行総裁に経済学者の植田和男を起用する人事案が、参議院本会議で与党などの賛成多数で同意[220]。
  -  中華人民共和国の全国人民代表大会が全体会議を開催。中国共産党総書記習近平が賛成2,952票の全会一致で国家主席に3選されたほか[221]、副主席に韓正筆頭副首相、全国人民代表大会常務委員長に趙楽際党政治局常務委員を選出[222]。11日には国務院総理に李強を賛成2,936、反対3、棄権8票で選出[223][224]。
  -  2016年から断交が続いていたイランとサウジアラビアは、両国の外交関係を正常化させることで合意したと発表[225]。
- 13日 -  アメリカ合衆国、イギリス、オーストラリアの首脳が米サンディエゴ海軍基地で会談し、3カ国の安全保障枠組み「AUKUS」によるオーストラリアへの原子力潜水艦導入計画で合意したと発表[226]。
- 15日 -  BES諸島の各島で島議会選挙を執行[227]。
- 16日
  - 日韓首脳会談が行われ、首脳同士の相互訪問「シャトル外交」の再開で一致するなど、日韓関係の正常化で合意[228]。
  - 鳥取地方裁判所米子支部は、第49回衆議院議員総選挙で比例復活した立憲民主党の湯原俊二の選挙対策本部長を務めた鳥取県議会議員に対し、選挙期間中に法定外の方法で支援を求める文書を送ったとして、公職選挙法違反（法定外文書頒布）の罪で罰金30万円の判決を言い渡した[229]。
  - 日本共産党は、著者などで党首公選制導入などを訴えた党員の鈴木元を除名処分とした[230]。
  -  モンテネグロのミロ・ジュカノヴィチ大統領が議会を解散[231]。翌17日、総選挙（英語版）を6月11日に実施すると表明[232]。
- 17日
  -  国際刑事裁判所がロシアのウラジーミル・プーチン大統領とマリア・リヴォワ＝ベロワ大統領全権代表（子供の権利担当）に対し、ウクライナ占領地域からの子供たちの違法連行に関与した容疑で逮捕状を発行[233]。
  -  2024年中華民国総統選挙における民主進歩党予備選挙の立候補が締め切られた。頼清徳主席（副総統）以外の届け出がなく[234]、4月12日、正式に頼を候補者に選出[235]。
- 19日
  -  クウェートの憲法裁判所が2022年9月に執行された国民議会選挙（英語版）を無効とし、以前の議会を復活させる判決を下す[236]。
  -  モンテネグロ大統領選挙（英語版）を執行。第1回目投票では現職のミロ・ジュカノヴィチが得票率35.2％で1位。2位のヤコフ・ミラトビッチ元経済開発大臣（29.2％）とともに4月2日の決選投票に進出[237]。
  -  カザフスタン下院議会選挙（英語版）を執行。アマナトが得票率53.9％、野党は選挙前に登録できず不参加[238]。
- 20日
  - 行橋市議会の本会議が開かれ、総額約302億円の新年度一般会計当初予算案を反対多数で否決。同日、市の職員採用試験の個人情報を正規の手続きを経ずに警察に提供させていた工藤政宏市長に対する辞職勧告決議案を賛成多数で可決[239]。
  -  フランス国民議会（下院）は2野党が提出した内閣不信任案を両方とも否決。これにより16日に下院が否決した年金改革法（英語版）が、会期内に1回に限り議会の同意がなくても（不信任案が可決されない限り）成立させることのできるフランス共和国憲法49条3項の規定により成立。年金改革法は受給開始年齢を62歳から64歳に引き上げる内容で、フランス各地で暴動やストライキが発生[240][241]。
  -  タイのプラユット・チャンオチャ首相が23日の任期満了を前に議会下院を解散。5月に総選挙を実施へ[242]。
- 21日
  -  ウガンダ議会にてLGBTQを自認することを犯罪とする法案が可決。後天性免疫不全症候群（エイズ）感染者と同姓の関係を結ぶ「重度の同性愛」に対しては死刑が最高刑となる。また、同性愛の促進も違法とされ、支援団体も違法となる[243]。
  -  日本の岸田文雄総理がウクライナを電撃訪問。虐殺が行われたブチャを訪れたほか、同国のウォロディミル・ゼレンスキー大統領と会談[244]。
- 22日 - 宮若市議会は塩川秀敏市長の市政運営が独善的などとする問責決議案を賛成8、反対7で可決[245]。
- 23日
  - 大山崎町議会は2023年度一般会計当初予算案を減額する修正動議を可決し、前川光町長の辞職勧告決議案も可決[246]。
  -  インド・グジャラート州の裁判所は、最大野党インド国民会議のラーフル・ガンディー元総裁に名誉毀損で禁錮2年を言い渡した。24日、議会はガンディーの議員資格を剥奪したと発表[247]。
- 24日 - 国会欠席を続けて除名となったガーシー参議院議員（比例区）の欠員補充のため、昨年7月の参院選のNHK党（現・政治家女子48党）比例名簿に基づき、齊藤健一郎副党首が繰り上げ当選[248]。
- 26日
  -  中華民国とホンジュラスが断交[249]。同日、中華人民共和国とホンジュラスが国交の樹立を発表[250]。
  -  イスラエルのベンヤミン・ネタニヤフ首相は、政権が進める司法改革案の国会審議の中断を求めたヨアブ・ガラント国防相を解任[251]。翌27日にはクネセトで野党が提出した2つの内閣不信任決議案をいずれも否決[252]。同日、ネタニヤフは司法改革の延期を発表[253]。
  -  キューバ議会選挙（英語版）を執行。定数通りの470人が立候補し、候補者全員が当選[254]。
- 27日 -  スコットランド国民党は自治政府保険相のハムザ・ユーサフを新党首に選出[255]。28日にスコットランド議会で新首相に選出され、29日に就任宣誓[256]。
- 28日
  - 参議院本会議にて、一般会計総額が114兆3812億円の令和5年度予算案を与党などの賛成多数で可決、成立[257]。
  - 立憲民主党の吉田忠智参議院議員（比例区）は、4月の参議院大分選挙区補欠選挙に立候補するため、議員辞職願を提出[258]。30日の参議院本会議で辞職を許可[259]。4月7日、社会民主党比例名簿に基づき大椿裕子同党副党首が繰り上げ当選[260]。
  -  ミャンマー軍事政権の選挙管理当局は、民主派指導者アウンサンスーチー率いる国民民主連盟を解散すると発表。国軍主導の総選挙に参加しない意向を示し、政党としての再登録をしなかったため[261][262]。
- 29日 -  大韓民国の金聖翰（朝鮮語版）国家安保室長が辞任。後任には駐米大使の趙太庸（朝鮮語版）が就任[263]。
- 30日
  - 山梨県鳴沢村の小林優村長は、村長選挙の日程を統一地方選挙に合わせるため、任期途中の4月30日に辞職すると表明[264]。
  -  ニューヨーク州・マンハッタンの大陪審が事業記録の改竄など34の罪でドナルド・トランプ前大統領を起訴[265][266]。4月4日にトランプがニューヨークのマンハッタン地区検察に出頭し、無罪を主張[267]。
- 31日 - 立憲民主党の泉健太代表は、衆議院憲法審査会を巡り「毎週開催はサルのやることだ」などと発言した小西洋之参議院議員について、参議院憲法審査会筆頭幹事の職を更迭すると表明[268]。4月11日、小西は党の参議院政策審議会長を辞任[269]。

### 4月
- 1日 - こども家庭庁が発足。担当閣僚は小倉將信こども政策担当相が務め[270]、初代長官は同庁設立準備室長の渡辺由美子[271]。
- 2日
  -  フィンランド議会選挙（英語版）を執行。国民連合党が48、極右・真のフィンランド人が46議席を獲得し、サンナ・マリン首相率いるフィンランド社会民主党が43議席で第3党に後退し敗北認める[272]。マリン首相は5日に社会民主党党首からの辞任を表明し[273]、6日にサウリ・ニーニスト大統領に内閣総辞職を届け出た[274]。
  -  ブルガリア議会総選挙（英語版）を執行。240議席中、中道右派のGERB-民主勢力同盟連合が69議席で引き続き最大勢力に。親欧米派・我々は変化を継続する（英語版）-民主ブルガリア（英語版）連合が64議席、親ロシア右翼政党・再生（英語版）が37議席、中道政党・権利と自由運動が36議席と横ばい[275]。
  -  モンテネグロ大統領選挙（英語版）決選投票を執行。ヤコフ・ミラトビッチ元経済開発大臣が58.9％の票を獲得し、41.1％にとどまった現職のミロ・ジュカノヴィチを逆転し当選[276]。
  -  アンドラ議会選挙（英語版）を執行。28議席中、アンドラ民主党（英語版）-献身的な市民（英語版）連合が17議席で最大勢力に。新党・コンコルド（英語版）は5議席[277]。
- 3日 -  イスラエルのベンヤミン・ネタニヤフ首相が3月26日に発表したヨアブ・ガラント国防相の解任を延期すると表明[278]。10日、ネタニヤフ首相は解任を撤回[279]。
- 4日 -  フィンランドが北大西洋条約機構に加盟[280]。
- 5日 -  大韓民国全羅北道全州市乙選挙区の国会議員補選で進歩党の姜聖熙候補が他5名を抑えて当選し、同党所属の唯一の国会議員となった[281]。
- 7日 - 政治家女子48党は、新党首に立花孝志前党首が復帰し、副党首の齊藤健一郎参議院議員が党代表、政調会長の浜田聡参議院議員が幹事長にそれぞれ就任する人事を発表。また6日付で大津綾香前党首を除名したことを明らかにした。理由について大津が党を解党する危険があったと説明したが、大津は党首辞任を承認していないと反論し、現在も党首であることを主張[282]。
- 9日 - 第20回統一地方選挙前半（9都道府県知事・道府県議会議員[注 1]・6政令指定都市市長・政令指定都市議会[注 2]）投票日。
  - 北海道知事選挙執行。現職の鈴木直道が再選[283]。
  - 神奈川県知事選挙執行。現職の黒岩祐治が4選[283]。
  - 福井県知事選挙執行。現職の杉本達治が再選[283]。
  - 奈良県知事選挙執行。新人で元奈良県生駒市長の山下真が現職を破り初当選[283]。
  - 大阪府知事選挙執行。現職の吉村洋文が再選[283]。
  - 鳥取県知事選挙執行。現職の平井伸治が5選[283]。
  - 島根県知事選挙執行。現職の丸山達也が再選[283]。
  - 徳島県知事選挙執行。新人で元衆議院議員の後藤田正純が現職を破り初当選[283]。
  - 大分県知事選挙執行。新人で元大分県大分市長の佐藤樹一郎が初当選[283]。
  - 札幌市長選挙執行。現職の秋元克広が3選[284]。
  - 相模原市長選挙執行。現職の本村賢太郎が再選[284]。
  - 静岡市長選挙執行。新人で元静岡副知事の難波喬司が初当選[284]。
  - 浜松市長選挙執行。新人で元総務省課長の中野祐介が初当選[284]。
  - 大阪市長選挙執行。新人で元大阪府議の横山英幸が初当選[284]。
  - 広島市長選挙執行。現職の松井一実が4選[284]。
- 15日
  - 衆議院和歌山1区補欠選挙の応援のため和歌山市を訪れていた岸田文雄首相に向け、爆発物のようなものが投げつけられた。首相は警護の警察官と避難してけがはなく、投げたとみられる男は威力業務妨害容疑で現行犯逮捕された[285][286]。
  -  スーダン各地で国軍と準軍事組織「迅速支援部隊（RSF）」が戦闘を開始[287]。両者は、RSFの軍への統合をめぐって対立していた[288]。
- 16日
  - 第20回統一地方選挙後半日程告示日。25市長選挙で無投票当選[289]。
    - 大分市長選挙が告示され、新人の足立信也（無所属）が無投票で初当選[290][291]。
    - 中央区長選挙が告示され、現職の山本泰人（無所属）が無投票で再選[292][293]。

  -  仏領ポリネシア自治議会選挙（英語版）を執行。第1回目投票でタビニ・フイラアティラ・ノ・テ・アオ・マオイが得票率34.89％で首位、30日に第2回目投票を実施予定[294]。
- 17日
  -  チュニジア警察当局がイスラム主義政党で有力な野党ナフダのラーシド・ガンヌーシー（英語版）党首の身柄を拘束し、自宅を家宅捜索[295]。
  -  クウェートのミシュアル皇太子が3月に復活した議会を解散し、数カ月以内に総選挙を実施すると発表[296]。
- 18日 -  FOXニュースは投票集計システム企業ドミニオン・ヴォーティング・システムズより起こされていた、FOXニュースによる2020年大統領選挙への不正関与報道を不服とした名誉毀損の訴訟に対して、ドミニオンに7億8750万USドル（約1050億円）の和解金を支払うことを発表、FOXニュースは事実上敗訴[297]。
- 19日 -  キューバ議会はミゲル・ディアス＝カネル大統領、サルバドール・バルデス・メサ（英語版）副大統領、マヌエル・マレロ首相をそれぞれ再選[298]。
- 20日 -  欧州議会は、暗号資産交換事業者が単一ライセンスで欧州連合全域でアクセスすることを認めることや、ステーブルコイン発行体に資本の充実を求めることなどを盛り込んだ暗号資産市場規制法（英語版）（MiCA）を可決[299]。
- 21日 -  スタッフへのパワハラ問題が浮上していたイギリスのドミニク・ラーブ副首相兼司法大臣が辞任[300]。
- 22日 -  ギリシャのカテリナ・サケラロプル大統領がキリアコス・ミツォタキス首相による議会解散を承認。5月21日の総選挙実施が確定[301]。
- 23日
  - 国会議員の前期補欠選挙を執行。
    - 衆議院千葉県第5区補欠選挙で元国際連合職員の英利アルフィヤ（自由民主党）が初当選[302]。
    - 衆議院和歌山県第1区補欠選挙で前和歌山市議会議員の林佑美（日本維新の会）が初当選[303]。
    - 衆議院山口県第2区補欠選挙で岸信夫前防衛大臣の長男の岸信千世（自由民主党）が初当選[304]。
    - 衆議院山口県第4区補欠選挙で前下関市議会議員の吉田真次（自由民主党）が初当選[305]。
    - 参議院大分県選挙区補欠選挙で飲食店経営者の白坂亜紀（自由民主党）が初当選[306]。

  - 第20回統一地方選挙後半（政令指定都市以外の市町村長・市町村議会議員）投票日。
    - 函館市長選挙執行。元市保健福祉部長の大泉潤が現職の工藤壽樹を破り初当選[307]。
    - 長崎市長選挙執行。元国土交通官僚の鈴木史朗が初当選[308]。
    - 佐世保市長選挙執行。元衆議院議員の宮島大典が初当選[309]。
    - 津市長選挙執行。現職の前葉泰幸が4選[310]。
    - 高松市長選挙執行。現職の大西秀人が5選[311]。
    - 吹田市長選挙執行。現職の後藤圭二が3選[312]。
    - 明石市長選挙執行。泉房穂市長から後続指名を受けた丸谷聡子が初当選[313]。
    - 行田市長選挙執行。元参議院議員の行田邦子が初当選[314]。
    - 多治見市長選挙執行。元岐阜県議会議員の高木貴行が初当選[315]。
    - 大田区長選挙執行。元東京都議会議員の鈴木晶雅が初当選[316]。
    - 江東区長選挙執行。元衆議院議員の木村弥生が初当選[317]。
    - 北区長選挙執行。元東京都議会議員の山田加奈子が現職の花川與惣太らを破り初当選[318]。
    - 渋谷区長選挙を執行。現職の長谷部健が3選[319]。
    - 世田谷区長選挙を執行。現職の保坂展人が3選[319]。
    - 板橋区長選挙を執行。現職の坂本健が5選[320]。
    - 文京区長選挙を執行。現職の成澤廣修が5選[321]。
    - 豊島区長選挙を執行。前副区長の高際みゆきが初当選[322]。
    - 墨田区長選挙を執行。現職の 山本亨が3選[323]。
    - 台東区長選挙を執行。現職の服部征夫が3選[324]。

  -  ペルーのアレハンドロ・トレド元大統領が滞在していたアメリカからペルーに送還され、収賄などの容疑で身柄を拘束された[325]。
- 24日 -  英領ヴァージン諸島自治議会選挙（英語版）を執行。公選される13議席中、ヴァージン諸島党（英語版）が6議席を獲得し第1党を維持したが過半数割れ[326]。25日、ナタリオ・ウィートリー（英語版）を首相に再任[327]。
- 27日
  - 4月9日に行われた福岡県議選をめぐり、選挙運動の報酬として時給を支払う約束をしたなどとして、県議の古川忠と、後継として立候補し落選した古川の息子が公職選挙法違反（買収、事前運動）の疑いで逮捕された[328]。
  - 鯖江市議会は、地方自治法に基づき設置された調査特別委員会（百条委員会）で虚偽の陳述をしたとして、佐々木勝久市長らを刑事告発する議案を賛成多数で可決[329]。
  -  ボスニア・ヘルツェゴビナ上級代表のクリスティアン・シュミット（英語版）が、構成国ボスニア・ヘルツェゴビナ連邦において新政権の発足に大統領と副大統領2名全員の同意を要するのを、議長ともう一人の副大統領のみで足りるように同国の憲法を改正[330]。28日、連邦議会は新首相にネルミン・ニクシッチ（英語版）を賛成51、反対2、棄権1票で選出[331]。
- 28日 - 青森市の小野寺晃彦市長は、6月4日執行の青森県知事選挙に立候補するため30日付での退職申し出書を市議会議長に提出し、臨時議会で承認された[332]。
- 30日
  -  パラグアイ総選挙・大統領選挙（英語版）を執行。大統領選挙ではサンティアゴ・ペニャ元財務相が勝利宣言[333]。
  -  ウズベキスタン憲法改正国民投票（英語版）を執行。賛成が90.21％で承認され、この改憲により現職のシャフカト・ミルジヨエフ大統領は任期がリセットされ、2040年まで4期連続で続投することが可能となった[334]。

### 5月
- 1日 -  クウェート国民議会が国王令により解散[335]。3日、次期総選挙を6月6日に決定[336]。
- 2日 -  共に民主党の前代表・宋永吉が2021年党代表選前の「現金入り封筒ばら撒き疑惑」で検察に出頭するも、検察側は取り調べの日程が決まっていないとして拒否[337]。元韓国水資源公社常任監査委員の姜来求らは2021年3月から5月にかけ、宋永吉を党代表に当選させるため、金品9400万ウォンを党員にばらまいた疑いがある[338]。
- 3日 -  世界銀行はマスターカード前会長のアジェイ・バンガを次期総裁に選出。6月2日に就任予定[339]。
- 4日 -  イスタンブールで黒海経済協力機構会合が開催。ロシア代表のオルガ・ティモフェーワ（英語版）が記者団の取材に応じていた際、ウクライナラーダ議員のオレクサンドル・マリコフスキ（英語版）がカメラに映るようにウクライナの国旗を掲げたため、ロシア代表団長のワレリー・スタヴィツキーが国旗を取り上げようとし、揉み合いが発生した[340]。
- 6日 -  チャールズ3世国王とカミラ王妃の戴冠式を挙行[341]。
- 7日
  -  スロバキアのサミュエル・ヴルチャン（英語版）農相やラスティスラフ・カーチェル（スロバキア語版）外相が相次いで辞任表明したことを受け、エドゥアルド・ヘゲル首相が辞任を表明。ズザナ・チャプトヴァー大統領はスロバキア国立銀行(NBS)副総裁のイドヴィート・オードル（英語版）を首班とする暫定内閣を任命すると発表[342]。
  -  アラブ連盟は臨時の加盟国外相会合を開き、反体制派への武力弾圧で2011年に参加資格を停止したシリアの復帰を決議[343]。
  -  チリ制憲議会議員選挙（英語版）を執行。右派が50議席中33議席を獲得し勝利、大統領与党の左派連合チリ連合（英語版）は17議席[344]。
- 8日
  -  ウズベキスタンのシャフカト・ミルジヨエフ大統領が、次期大統領選挙を7月9日に繰り上げ実施する大統領令に署名[345]。
  -  ニウエ議会は首相選出選挙を行い、ダルトン・タンゲランギが16票獲得し再選。オラブ・ヤコブセン（英語版）は4票[346]。
- 9日
  -  パキスタン捜査当局が汚職事件に関与した疑いでイムラン・カーン前首相を逮捕[347]。同月11日、最高裁判所はこの逮捕を違法とする判断を示し、カーンの釈放を命じた[348]。
  -  エクアドル国民議会がギジェルモ・ラソ大統領に対する弾劾裁判の開始を賛成88、反対23、棄権5票で可決[349]。17日、ラソ大統領は国民議会を解散し、2025年予定の大統領選挙と議会選挙を前倒しすると発表[350]。18日、憲法裁判所はラソ大統領による国民議会解散の無効を求める複数の異議申し立てをすべて棄却。23日、選挙管理委員会は大統領選挙と議会総選挙を8月20日に実施すると発表[351]。6月2日、支持率低迷を受けラソが大統領選挙不出馬を表明[352]。
  -  アメリカ合衆国ニューヨーク州連邦地裁の陪審は、元コラムニストの女性が約30年前にドナルド・トランプ前大統領から性被害を受けたとして損害賠償などを求めた民事訴訟で、トランプによる性的虐待と名誉毀損を認め、500万ドルの支払いを命じる評決を下した[353]。11日、トランプは評決を不服として控訴[354]。
- 10日
  -  アメリカ合衆国連邦検察は、共和党のジョージ・サントス下院議員を詐欺や公金横領など13件の罪で起訴[355]。
  -  元北朝鮮公使の国民の力所属国会議員の太永浩が済州四・三事件に関する発言や共に民主党の金ばらまき疑惑に対するSNSへの投稿内容、そして第22代総選挙での党公認に対する大統領室の介入の憶測を呼んだ音声記録により、党最高委員を辞任[356]。
- 11日
  -  ミクロネシア連邦の大統領にウェスリー・シミナ前議会議長が就任宣誓[357]。
  -  アンドラ議会がシャビエル・エスポットを首相に再任。首相指名選挙でチェルニ・エスカレ（英語版）を17対5で破る[358]。
- 12日
  - 衆議院本会議にて、防衛費増額の財源確保法案の審議を巡り、立憲民主、共産両党が提出した塚田一郎衆議院財務金融委員長の解任決議案の採決が行われ、与党や日本維新の会、国民民主党などの反対多数で否決[359]。18日の本会議では同様の理由で立憲民主党が提出した鈴木俊一財務大臣に対する不信任決議案を反対多数で否決[360]。
  - 日本維新の会の梅村みずほ参議院議員は、参議院本会議での入管難民法改正案の審議で、入管施設に収容中の女性が亡くなった事件について支援者の助言で病気を装ったかのような発言を行った[361]。さらに16日の参議院法務委員会では「ハンガーストライキによる体調悪化で亡くなったのかもしれない」などと発言。18日に維新は不適切な質疑だとして梅村を法務委員会の委員から更迭すると発表[362]。26日、維新は梅村を党員資格停止6ヶ月の処分とした[363]。
  -  フランス領ポリネシア議会は独立派のモエタイ・ブロテルソン（英語版）を行政長官に選出。残留派の現職エドアルド・フリッチ（英語版）を38対16で破った[364]。
  -  パプアニューギニアの外相（英語版）ジャスティン・トカチェンコ（英語版）は、娘が投稿したチャールズ3世とカミラの戴冠式の写真の批判者を「原始生物」と揶揄した責任取り辞任[365]。
- 13日 -  モーリタニア国民議会選挙（英語版）の第1回目投票を執行、野党は選挙不正があったとして一部選挙結果の取り消しを要求[366]。第2回目投票は27日に予定[367]。
- 14日
  - 日本維新の会は臨時党大会を開き、馬場伸幸代表の続投を賛成多数で決定[368]。
  -  トルコ大統領選挙（英語版）とトルコ総選挙（英語版）を執行、議会選挙はエルドアンの与党連合が過半数を維持。大統領選では現職大統領のレジェップ・タイイップ・エルドアンが過半数に届かず[369]、28日の決選投票でエルドアンが野党・共和人民党党首のケマル・クルチダルオールを下し再選[370]。
  -  タイ総選挙を執行（7日に期日前投票）。野党の革新系・前進党が第1党となりピタ・リムジャラーンラット党首が勝利宣言。タクシン・シナワット元首相派のタイ貢献党と合わせ過半数を確保し連立交渉へ[371]。
- 15日
  -  ブルガリアのルメン・ラデフ大統領はマリヤ・ガブリエル（英語版）欧州委員に新内閣の組閣を要請[372]。同日、ガブリエルは欧州委員を辞任[373]。22日、GERB-SDSと我々は変化を継続する（英語版）(PP)が輪番制の政権樹立で合意し、まずニコライ・デンコフ元教育相が9カ月間、次にガブリエルが9カ月間首相を務めることを決定[374]。6月6日、国民議会が新政権を賛成多数で承認し、デンコフが首相に就任[375]。
  -  カンボジア選挙管理委員会は7月の総選挙について、書類に不備があったとして主要野党・サム・ランシー党の参加を認めない決定をした[376]。
- 16日 -  リビア代議院（東部トブルク政府）はファトヒー・バーシュアガー（英語版）首相の後任としてオサマ・ハマド（英語版）財務相を投票で選出[377]。
- 18日
  -  西安市で「中国・中央アジアサミット」開幕[378]。
  -  北アイルランド地方選挙（英語版）を執行。シン・フェイン党が民主統一党(DUP)を抜き第1党となり、昨年自治政府を離脱したDUPに政権復帰を呼びかけ[379]。
- 19日 - 広島市で第49回先進国首脳会議開幕。招待国としてG7以外の9カ国の首脳も参加[380]。最終日の21日の討議には前日に来日したウクライナのウォロディミル・ゼレンスキー大統領も参加[381]。
- 21日
  - 足立区長選挙を執行。現職の近藤弥生が5選[382]。
  -  ギリシャ議会総選挙（英語版）を執行。キリアコス・ミツォタキス首相が率いる中道右派・新民主主義党が146議席で第1党維持も過半数割れ。急進左派連合が71、変革のための運動（英語版）が41、ギリシャ共産党が26、ギリシャの解決策（英語版）が16議席[383]。22日、カテリナ・サケラロプル大統領はミツォタキスに新政府樹立の機会を提案したが、ミツォタキスは再選挙を求め辞退[384]。23日には野党党首のアレクシス・ツィプラスとニコス・アンドロウラキス（英語版）も組閣を拒否し[385]、翌24日にサケラロプル大統領はイオアンニス・サルマス（英語版）会計監査院長官を選挙管理内閣の暫定首相に指名し、25日に就任宣誓予定[386]。24日、ミツォタキスは再選挙を6月25日と決定[387]。
  -  マイア・サンドゥ大統領は独立国家共同体の首脳会議が今後、モルドバで開催されないと表明した。17日に既にドリン・レチャン首相が独立国家共同体脱退の手続き開始の文書作成を指示した[388]。
  -  東ティモール議会選挙（英語版）を執行。65議席中、野党・東ティモール再建国民会議が31議席を獲得し第1党となったが過半数には届かず、東ティモール独立革命戦線は4議席減らし19議席で第2党に[389][390]。
- 22日
  - 大阪維新の会所属の笹川理大阪府議は、党所属の女性議員に対するパワハラ・セクハラ報道を受け党府議団代表を辞任[391]。6月3日、維新は笹川の提出した離党届を受理せず除名処分にした[392]。
  -  ニコル・パシニャン首相はアルメニア系住民の安全が保証されれば、ナゴルノ・カラバフをアゼルバイジャン領と認める準備があると発言した。また、集団安全保障条約機構については機能不全を指摘し、脱退の可能性を示唆した[393]。
  -  第18回20か国・地域首脳会合議長国インドは、観光ワーキンググループ会合をパキスタンとの係争地であるカシミールの都市スリナガルで開催。中国、サウジアラビア、エジプト、トルコは欠席[394]。
- 24日
  -  中華民国行政院は「中国大陸人民は中華民国国民ではなく、中華民国国民の権利と義務を有さない」とし、「中国大陸人民も中華民国人民である」とする関連解釈の適用を停止し、今後も適用しないよう各部会に通達した[395]。
  - 21日の足立区議選で立憲民主党から出馬し初当選した和田愛子について、偽ブランド品を販売したとして3月に商標法違反容疑で書類送検され、5月9日に同法違反罪で罰金20万円の略式命令を受けたことが発覚[396]。同日、和田は離党届を提出したが、立憲民主党は、事実を隠して公認を受けていたなどとして受理せず除籍処分とした[397]。和田は26日に議員を辞職[398]。
- 25日 - 鈴木俊一財務相に対する不信任決議案の本会議での採決の際与野党を批判する紙を壇上で掲げた、れいわ新選組の櫛渕万里共同代表に対する懲罰動議を賛成多数で可決[399]。31日、衆議院懲罰委員会は櫛渕を10日間の登院停止とする懲罰処分を決定[400]。6月1日の衆議院本会議でこの懲罰処分が与党などの賛成多数で可決[401]。
- 27日 -  テキサス州下院は、自身の政治献金者に便宜を図るため権限を不正に行使したなどとして、ケン・パクストン（英語版）州司法長官の弾劾訴追決議案を賛成多数で可決[402]。9月16日、州上院は無罪評決を下した[403]。
- 28日 -  スペイン統一地方選挙で与党が敗北。翌29日、ペドロ・サンチェス首相は総選挙を7月23日に実施すると発表[404]。
- 29日
  - 首相公邸内で親族と記念写真を撮るなど不適切な行動が批判された岸田文雄首相の長男の翔太郎首相秘書官（政務担当）が6月1日付で辞職し、後任に山本高義元首相秘書官を充てると発表された[405]。
  - 4月の熊本市議会議員選挙で有権者に自身への投票を呼びかける違法な文書を配布したとして、熊本県警は公職選挙法違反（法定外文書頒布）の疑いで落選した元市議の北口和皇ら2人を逮捕[406]。
  -  ロシアのウラジーミル・プーチン大統領はNATOとの間で通常兵器の保有上限を定めたヨーロッパ通常戦力条約を破棄する法律に署名し、ロシアは同条約を脱退[407]。
- 31日
  -  ラトビア議会は大統領選挙（英語版）を執行。3回目の投票でエドガルス・リンケービッチ外相が52票を獲得し当選[408]。
  -  ブラジル最高裁判所は汚職とマネーロンダリングの罪でフェルナンド・コロール・デ・メロ元大統領に懲役8年10月の判決を言い渡した[409]。

### 6月
- 1日 -  国際連合総会は、9月5日からの第78会期の議長にトリニダード・トバゴのデニス・フランシス（英語版）国連大使を選出[410]。
- 2日 - 入管難民法改正案を巡り立憲民主党が提出した杉久武参議院法務委員長に対する解任決議案の採決が参議院本会議で行われ、反対多数で否決[411]。
- 3日 -  アメリカ合衆国のジョー・バイデン大統領が連邦政府の債務上限の効力を一時停止する法案に署名。これにより法案は成立し、米国債の債務不履行は回避された[412]。
- 4日
  - 青森県知事選挙を執行。前むつ市長の宮下宗一郎が、前青森市長の小野寺晃彦らを破り初当選[413]。
  - 青森市長選挙を執行。新人の西秀記が初当選[414]。
  - 堺市長選挙を執行。大阪維新の会所属で現職の永藤英機が再選[415]。
  -  ギニアビサウ議会総選挙（英語版）を執行。定数102のうちギニア・カーボベルデ独立アフリカ党が主導する『包括的同盟プラットフォーム＝テラ・ランカ』が過半数の54議席を獲得し勝利、大統領与党連合のマデムG15（英語版）は29議席にとどまり敗北[416]。
- 5日
  -  アメリカ合衆国のマイク・ペンス前副大統領が2024年大統領選挙への立候補に必要な書類を提出[417]。7日、正式に出馬表明[418]。
  -  大韓民国の国家報勲処が国家報勲部に昇格[419]。また、外交部傘下に在外同胞庁（朝鮮語版）が新設[420]。
- 6日
  -  クウェート国民議会選挙（英語版）の再選挙を執行。50議席中、反政府系候補者が29議席を占め、再び過半数[421]。7日、ナワーフ首長がアフマド首相の内閣総辞職を了承し[422]、13日にミシュアル皇太子がアフマドを首相に再任し組閣を要請[423]。
  -  メキシコのマルセロ・エブラルド（英語版）外相は、2024年の大統領選挙（英語版）で与党候補として出馬する準備に専念するため、12日に辞任すると発表[424]。
  -  リトアニア議会は総選挙を2024年10月から今年9月10日に繰り上げる動議を賛成66、反対61、棄権14票で否決（85票を要する）[425]。イングリダ・シモニーテ首相は否決された場合は内閣総辞職するとしていたが判断を所属する祖国同盟に委ね、党は9日に政権維持を決定[426]。
  -  国際連合総会は安全保障理事会の非常任理事国10カ国のうち2024年1月1日から2年間の任期を務める5カ国を決める選挙を実施し、大韓民国とガイアナ、アルジェリア、シエラレオネ、スロベニアを選出[427]。
- 7日
  - 入管難民法改正案をめぐり立憲民主党が提出した齋藤健法相の問責決議案が、参院本会議で自民、公明、日本維新の会などの反対多数で否決[428]。
  - 嘉田由紀子参議院議員が国民民主党に入党[429]。
- 8日
  -  アメリカ合衆国の連邦検察当局がドナルド・トランプ前大統領を機密文書の不正持ち出しに関するスパイ防止法違反など37件の罪状で起訴[430]。
  -  駐韓中国大使の邢海明（中国語版）は野党・共に民主党の代表、李在明とのインターネット生中継会談で尹錫悦政権の日米韓接近外交を非難した。韓国外交部は同月9日に邢大使を呼び、「内政干渉に該当する可能性がある」と抗議した。中国外交部は10日、駐中韓国大使の鄭在浩（中国語版）と会談し、韓国政府の対応に「深刻な懸念と不満」を示し抗議した。大統領の尹錫悦は13日の閣議で「不適切な言動を国民は不快に思っている」と邢大使を批判した[431][432]。
- 9日
  - 外国人の送還や収容のルールを見直す入管難民法改正案が参院本会議で自民、公明、日本維新の会、国民民主などの賛成多数により可決、成立[433]。
  - 松原仁元拉致問題担当相が立憲民主党に離党届を提出。衆議院小選挙区定数の「10増10減」に伴う候補者調整で希望した選挙区の公認を得られる見通しが立たなかったためだと説明。離党した上で、次期衆院選は新設の東京26区から立候補する意向を示した[434]。立憲民主党は15日に離党届を受理[435]。
  -  イギリスのボリス・ジョンソン元首相が庶民院議員を辞職。新型コロナウイルス禍の行動規制下にあった時期に首相官邸でパーティーが開かれた不祥事をめぐり、ジョンソンが議会で虚偽答弁をした疑いについて庶民院の特権委員会が調査していた。調査の内容に不服を示し、辞職を決断したとみられる[436]。
- 11日
  -  スコットランド警察当局は国民党の財務資金不正運用疑惑に関連してニコラ・スタージョン前党首（前自治政府首相）を逮捕[437]。事情聴取の後に即日釈放したが捜査は継続[438]。
  -  モンテネグロ議会総選挙（英語版）を執行。81議席中、親欧州派新党のヨーロッパ・ナウ（英語版）が23議席を獲得し第1党に[439]。
- 12日
  -  ルーマニアのニコラエ・チウカ首相が連立政権の首相輪番制の取り決めに従い辞任表明。クラウス・ヨハニス大統領は新政権発足までカタリン・プレドイウ（英語版）副首相を暫定首相に任命[440]。ヨハニス大統領は13日、取り決めに従い社会民主党党首のマルチェル・チョラクを新首相に指名[441]。15日、議会がチョラク新内閣を賛成290、反対95票で承認[442]。
  -  メキシコシティのクラウディア・シェインバウム市長は、2024年大統領選挙（英語版）への出馬に向け、16日に辞任すると表明[443]。
- 13日 -  メキシコのアダン・ロペス・エルナンデス（英語版）内相は、2024年大統領選挙の与党候補指名獲得を目指し、今週末で離職する意向を示した[444]。
- 14日
  -  大韓民国政府は北朝鮮が開城にあった南北共同連絡事務所を2020年6月に爆破したことについて、北朝鮮政府に447億ウォンの損害賠償を求めてソウル中央地方法院（朝鮮語版）に提訴[445]。
  -  レバノン国民議会は大統領選挙の12回目投票を実施。ジハード・アズール（英語版）元財務大臣が59票、スレイマン・フランジエ（英語版）元議員が51票で選出できず[446]。
- 15日
  -  スロバキア共和国国民議会がイドヴィート・オードル（英語版）内閣に対する信任決議案を賛成34、反対43票で否決し不信任が成立。オードル政権はズザナ・チャプトヴァー大統領により罷免され、9月実施予定の総選挙まで暫定的に存続[447]。
  -  ロシア中央選挙管理委員会が、併合したと主張するウクライナ東・南部の4州（ドネツク、ルガンスク、ザポロージェ、ヘルソン）にて9月10日に地方選挙を実施すると発表[448]。
- 16日
  - 衆議院本会議で、立憲民主党が提出した岸田内閣不信任決議案を与党や日本維新の会などの反対多数で否決[449]。
  - 防衛費増額の財源を確保するための特別措置法が参議院本会議で与党の賛成多数で可決、成立[450]。
  - 性的少数者への理解増進を目的とLGBT理解増進法が参議院本会議で自民、公明、日本維新の会、国民民主の4党などの賛成多数で可決、成立[451]。
  - 自由民主党の高野光二郎参議院議員は、男性私設秘書の鼻を殴打し、出血させた責任を取り、議員辞職すると表明[452]。22日に議員辞職[453]。
- 19日 -  モルドバ憲法裁判所は親ロシア派政党ショル（英語版）を違憲と判断し、解散を命じた。親欧米派のマイア・サンドゥ政権はショルについて、政権転覆を画策し、国益を損なっていると非難。憲法に反していないか裁判所に判断を仰いでいた[454]。
- 20日
  -  フィンランド議会は4月の議会選で第1党となった国民連合党のペッテリ・オルポ党首を首相に選出[455]。
  -  ポーランドのヤロスワフ・カチンスキ元首相（法と正義党首）が副首相に就任[456]。
- 21日
  - 第211回国会が閉会[457]。
  -  スイスのアラン・ベルセ内相（今年度の連邦大統領）が年内に連邦参事会参事から退くことを表明[458]。
- 22日 - 岐阜県岐南町の小島英雄町長が複数の女性職員の体に触るなどしていた問題で、町議会は小島町長への辞職勧告決議案を賛成7、反対2の賛成多数で可決[459]。
- 23日 -  ロシアの民間軍事会社ワグネルの創始者エフゲニー・プリゴジンが武装蜂起を宣言し（ワグネルの反乱）、翌24日には南部ロストフ・ナ・ドヌに所在するロシア軍南部軍管区司令部を掌握[460]。ウラジーミル・プーチン大統領はテレビ演説で反逆者を全員処罰する方針を表明[461]。同日夜、プリゴジンは流血の事態を回避するためとして、首都モスクワまで約200キロの距離に到達していたワグネル部隊を野営地に引き返させるとSNSで表明[462]。ロシアのドミトリー・ペスコフ大統領報道官は、プリゴジンに対する武装反乱を扇動した容疑での捜査は中止され、プリゴジンはベラルーシに出国すると述べた[463][464]。
- 24日 -  シエラレオネ議会選挙・大統領選挙（英語版）を執行。大統領選挙は現職のジュリウス・マーダ・ビオが得票率56.17％で再選（当選には55％が必要）。全人民会議(APC)のサムラ・カマラ（英語版）元外相・財務相は41.16％で、野党陣営は不正選挙として結果受け入れを拒否[465]。
- 25日
  -  ギリシャ議会総選挙（英語版）再選挙を執行。キリアコス・ミツォタキス首相率いる新民主主義党が過半数の158議席を獲得し勝利。アレクシス・ツィプラス元首相が率いる急進左派連合は議席を大きく減らし48議席[466]。26日、ミツォタキスが再び首相に就任[467]。29日、ツィプラスが急進左派連合の党首を辞任すると表明[468]。
  -  グアテマラ議会選挙・大統領選挙（英語版）第1回投票を執行。大統領選挙はアルバロ・コロン元大統領の元妻サンドラ・トーレス（英語版）が得票率15％で1位、フアン・ホセ・アレバロ元大統領の息子ベルナルド・アレバロ元外務次官が12％を獲得して2位となり、8月20日の決選投票に進出[469]。
- 26日 -  トロント市長選挙を執行。元国会議員のオリヴィア・チョウ（英語版）が初当選[470]。
- 27日 - 徳永久志衆議院議員が立憲民主党に離党届を提出[471]。7月18日、立憲民主党は、離党届を受理せず除籍処分にしたと発表[472]。
- 28日 -  韓国では「数え年」を廃止し、「満年齢」の表記を義務付ける新法が施行[473]。
- 29日 - 広島県安芸高田市の「道の駅三矢の里あきたかた」内に無印良品を出店する計画を巡り、市議会は石丸伸二市長が出店に絡む関連予算の一部を専決処分したことを問題視し、市長に対する問責決議案を賛成多数で可決。一方、不信任決議案については反対多数で否決[474][475]。
- 30日
  - 新型コロナウイルス対策として国から支給される緊急雇用安定助成金をだまし取ったとして、鳥取県議会議員の平井伸治ら5人が詐欺などの疑いで逮捕された[476]。10月18日、松山地方裁判所は平井に懲役3年6月の実刑判決を言い渡した[477]。
  -  ブラジル高等選挙裁判所は、 2022年の大統領選挙で権力乱用などの違反があったとして、ジャイール・ボルソナーロ前大統領の被選挙権を8年間剥奪することを決定[478]。

### 7月
- 1日 -  東ティモール再建国民会議と民主党による連立政権が発足し、初代大統領のシャナナ・グスマンが首相に就任[479][480]。
- 3日
  -  モーリタニアのモハメド・ウルド・ビラル首相が辞任し、モハメド・ウルド・ガズワニ大統領は即座に新内閣の組閣を要請[481]。4日、新内閣発足[482]。
  -  セネガルのマッキー・サル大統領がテレビ演説で大統領3選出馬の憶測を否定し、2024年2月の大統領選挙には立候補しない方針を表明[483]。
- 4日
  -  北大西洋条約機構(NATO)の加盟各国がイェンス・ストルテンベルグ事務総長の任期を1年間延期し、2024年9月末までとすることで合意[484]。
  -  上海協力機構は第23回首脳会議でイランの加盟を承認[485]。
- 6日 -  香港特別行政区立法会で、地方議会に当たる区議会の選挙制度について全体で9割以上あった直接投票枠を2割以下まで削減することを盛り込んだ条例修正案を全会一致で可決。残りの議席は行政長官が選ぶ委任枠などで構成され、親中派が圧倒的に優位な制度となった[486]。
- 7日 -  オランダのマルク・ルッテ首相は難民流入抑制策を巡る与党間の協議が決裂したことを受け、内閣総辞職を表明[487]。10日、ルッテが総選挙をもって政界を引退する考えを表明[488]。
- 9日 -  ウズベキスタン大統領選挙（英語版）を執行。現職のシャフカト・ミルジヨエフが暫定得票率87.05%で圧勝し3選[489]。
- 10日 -  アメリカ合衆国が国際連合教育科学文化機関に再加盟。2018年に当時のドナルド・トランプ政権が「反イスラエル的だ」などとして脱退していた[490]。
- 11日 -  タイのプラユット・チャンオチャ首相が政界からの引退を表明[491]。
- 13日
  - 静岡県議会で川勝平太知事への不信任決議案の採決が行われたが、賛成50票、反対18票で成立に1人足りず、否決された。川勝知事が自身の不適切発言に関して給与を返上するとしながら返上していなかった問題で、自民系会派が「虚偽と言わざるを得ない発言をした」として議案を提出していた[492]。
  -  タイ王国国民議会は上下両院合同で首相指名選挙を執行し、前進党党首のピター・リムジャロェーンラットが賛成323票（反対182、棄権198票）を集めたが必要な375票に届かず選出に失敗[493]。19日、裁判所がピターの議員資格を一時的に停止する判断を下し、議会は反対395票（賛成312、棄権8票）でピターの2回目の首相指名選挙への立候補が一事不再議にあたるとして指名を拒否[494][495]。
- 14日 -  シンガポール捜査当局は汚職疑惑に絡みS・イスワラン（英語版）運輸相を逮捕[496]。
- 15日 -  イタリアの連立政権与党「フォルツァ・イタリア」は、党首のシルヴィオ・ベルルスコーニ元首相の死去を受け、後任に副党首のアントニオ・タイヤーニ副首相兼外相を選出した。同党ではベルルスコーニが1994年の党結成以来、党首だった。タイヤーニは「我々の党首はベルルスコーニ氏だけ」として、党会合でトップの名称を「書記長」に変更するよう提案し、承認された[497]。
- 16日 -  環太平洋経済連携協定の加盟11カ国は閣僚会合を開き、イギリスの加入を正式に承認[498]。
- 17日 -  シンガポール議会のタン・チュアンジン（英語版）議長は、女性議員との不倫の発覚を受け議員辞職し、与党・人民行動党を離党[499]。
- 18日 -  パナマの裁判所は、公金不正流用などの罪に問われたリカルド・マルティネリ元大統領に対し、禁錮10年8月の判決を言い渡した [500]。
- 19日 - 2021年の衆院選で公示前に自身への投票を呼びかける事前運動をしたとして、公職選挙法違反の罪に問われた日本維新の会の前川清成衆議院議員の控訴審判決が大阪高等裁判所であり、罰金30万円とした一審判決を支持し、前川の控訴を棄却[501]。31日、前川は判決を不服として上告[502]。
- 21日 -  アメリカ合衆国のジョー・バイデン大統領は、中央情報局のウィリアム・ジョセフ・バーンズ長官を閣僚に格上げすると発表[503]。
- 23日
  - 群馬県知事選挙を執行。現職の山本一太が再選[504]。
  -  スペイン総選挙を執行。350議席中、野党・国民党が136議席を獲得し第1党、極右政党Voxは33議席で両党合わせても過半数に届かず。与党・スペイン社会労働党は改選前より上積みし122議席を獲得したが第2党に後退、過半数を得た勢力なし[505]。25日、国王フェリペ6世がペドロ・サンチェス首相を解任し、新政権発足まで現職にとどまるよう指示[506]。
  -  カンボジア総選挙を執行。125議席中、与党・カンボジア人民党が120議席を獲得し圧勝[507]、フンシンペックが5議席[508]。8月5日、選挙管理委員会が結果を確定[509]。
- 24日
  -  イスラエル国会は裁判所の権限を縮小する司法改革法案を賛成64、反対0票で可決。野党は採決をボイコット[510]。
  -  ニュージーランドのキリ・アラン法相は自身が23日夜に飲酒運転で物損事故を起こしたことの責任を取り辞任[511]。
  -  ロシア連邦大統領ウラジーミル・プーチンが性転換を禁止する法律に署名し成立。性転換を行なった者による婚姻や養子縁組も禁止し、法律成立前に行われていた場合も遡及して取消しとなる[512]。
- 25日
  -  中国全国人民代表大会常務委員会は、秦剛国務委員兼外交部長の部長職を解任し、後任に外交担当トップの王毅共産党政治局員を充てる人事を決定[513]。
  -  中国・安徽省滁州市の裁判所は浙江省杭州市の周江勇（中国語版）元書記に対し、地方政府の幹部としての職権を利用しておよそ36億円の賄賂を受け取ったとして、執行猶予付きの死刑判決を言い渡した[514]。
  -  大韓民国の憲法裁判所がソウル梨泰院雑踏事故の責任を問われ弾劾された李祥敏（朝鮮語版）行政安全相の弾劾訴追を棄却し、李は職務復帰[515]。
- 26日
  -  カンボジアのフン・セン首相は、近く首相を辞任し長男のフン・マネットを新首相に就ける方針を発表[516]。
  -  ニジェールの大統領警護隊がモハメド・バズム大統領の身柄を拘束。アマドゥ・アブドラマン(Amadou Abdramane)大佐ら兵士が国営テレビでバズム政権の崩壊、国境の閉鎖、外出の禁止、全政府機関の停止を宣言[517]。28日には大統領警護隊司令官のアブドゥラハマネ・チアニ将軍の国家元首就任が発表された[518]。
- 27日
  - 自転車で人身事故を起こして女性にけがをさせたとして、井出庸生文部科学副大臣が重過失傷害の疑いで書類送検された[519]。10月6日、東京地検は井出を起訴猶予処分とした[520]。
  -  北朝鮮・平壌の金日成広場で朝鮮戦争の休戦協定締結70年に合わせた軍事パレードが行われたと報じられた。金正恩政権は大陸間弾道ミサイル（ICBM）などを披露し、核・ミサイルの開発の進展を誇示したとみられる[521]。
- 30日
  -  中央アフリカ共和国で大統領の3選禁止規定を撤廃する憲法改正国民投票（英語版）を執行。選管が8日後以降に暫定結果を公表し、8月27日に憲法裁判所が最終結果を発表予定[522]。
  -  北マケドニアの欧州連合への加盟の障壁となっている憲法改正を期すため、連立与党の一角である民主統合連合の閣僚や政府高官が辞任を申し出[523]。
- 31日 -  ミャンマーの実権を握っている国軍が国営テレビで、31日が期限だった非常事態宣言の6カ月延長と、総選挙の先送りを表明[524]。

### 8月
- 1日
  -  ワシントン連邦地裁の大陪審は2020年の大統領選挙の選挙結果を覆すために公的手続きの妨害を共謀したなどとする4つの罪でドナルド・トランプ前大統領を起訴[525]。
  -  チュニジアのカイス・サイード大統領はナジュラ・ブデン首相を解任し、後任に元中央銀行幹部のアハメド・ハシャニを指名し就任宣誓[526]。
- 2日 -  タイ王国における野党の連立政権交渉からタイ貢献党が離脱表明。前進党を除く新たな枠組みを模索すると発表し、野党8党の枠組みが事実上崩壊[527]。22日、国会はタイ貢献党の元実業家セター・タウィーシンを新首相に選出[528]。23日、ラーマ10世国王がセターの首相就任を承認[529]。
- 4日 - 自由民主党の秋本真利衆議院議員が外務大臣政務官を辞任。同日、風力発電会社「日本風力開発」側から計3千万円近い資金提供を受けたとされる問題で、東京地検特捜部が衆議院第1議員会館にある秋本の事務所などに収賄容疑で家宅捜索に入った[530]。翌5日、秋元は自由民主党に離党届を提出し、受理された[531]。
- 5日 -  パキスタンの首都イスラマバードの裁判所は、汚職を巡る罪でイムラン・カーン前首相に禁錮3年の有罪判決を言い渡した。カーンは判決後に身柄を拘束された[532]。同月29日、高等裁判所は一審判決の効力を一時停止すると決め、保釈も認めた[533]。
- 6日 - 埼玉県知事選挙を執行。現職の大野元裕が再選[534]。
- 7日
  -  カンボジアのノロドム・シハモニ国王がフン・マネットの次期首相への指名を承認する国王令を発出[535]。22日、下院議会がフン・マネットを新首相に選出[536]。
  -  ギニアビサウのヌノ・ゴメス・ナビアム（フランス語版）首相が6月の総選挙敗北を受け辞任。ウマロ・シソコ・エンバロ大統領は元経済財政大臣のジェラルド・マルティンス（英語版）を首相に任命[537]。
  -  ニジェール軍事政権は新首相にアリ・ラミネ・ゼイン（英語版）元財務相を任命すると発表[538]。
- 8日
  - 車を運転中に原付バイクに接触する事故を起こしたのに警察に届け出なかったとして、日本維新の会の和田有一朗衆議院議員が道路交通法違反（事故不申告）の疑いで書類送検された[539]。10月13日、神戸地検は和田を嫌疑不十分で不起訴処分とした[540]。
  - 東京都渋谷区の澤田伸副区長は、区の業務連絡用ウェブチャットで桑水流弓紀子区議を「ブタ」などと中傷したことが発覚したことを受け辞職[541]。
- 9日
  -  エクアドル大統領選挙における建設（英語版）の候補者、フェルナンド・ビジャビセンシオ（英語版）党首がキトで選挙活動を行う際、銃撃を受けて死亡（フェルナンド・ビジャビセンシオ暗殺事件（英語版））[542]。12日、建設は副大統領候補だったアンドレア・ゴンサレス・ナデル（英語版）の擁立を発表。13日、ゴンサレスを副大統領候補に据え置き、ジャーナリストのクリスティアン・スリタ（Christian Zurita）を大統領候補に擁立すると訂正[543]。
  -  パキスタンのアリフ・アルヴィ大統領は、シャバズ・シャリフ首相の求めに応じ12日の任期満了を前に下院を解散[544]。14日、少数政党バルチスタン・アワミ党（英語版）共同創設者のアンワル・ウル・ハク・カカール（英語版）が暫定首相に就任[545]。
  -  北朝鮮の金正恩朝鮮労働党総書記は朴寿日朝鮮人民軍総参謀長を解任し、後任に李永吉党書記を任命[546]。
- 10日
  - 参議院会派「政治家女子48党」は会派名を「NHKから国民を守る党」に変更したと参議院事務局に届けた[547]。
  -  モンテネグロのヤコフ・ミラトビッチ大統領は、6月の総選挙で勝利した親欧州派新党・ヨーロッパ・ナウ（英語版）のミロイコ・スパイッチ党首を新首相に指名[548]。
- 13日 - 盛岡市長選挙を執行。無所属新人の内舘茂が現職の谷藤裕明を破り、初当選[549]。
- 14日
  -  ジョージア州の大陪審は「犯罪集団」を結成し2020年大統領選の同州での敗北を覆そうとしたとして、ドナルド・トランプ前大統領や顧問弁護士だったルドルフ・ジュリアーニ、マーク・メドウズ元大統領首席補佐官など19人を州法違反で起訴[550]。同月24日、トランプが同州アトランタの拘置所に出頭し、大統領経験者として初めて被告人としてのマグショットを撮影。保釈保証金20万ドルの納付などを行い、保釈された[551]。
  -  ラトビアのクリシュヤーニス・カリンシュ首相が連立政権内部の関係悪化を理由に辞任表明[552]。17日にエドガルス・リンケービッチ大統領に辞表を提出[553]。24日、リンケービッチ大統領はエビカ・シリニャ福祉相に組閣を要請[554]。
- 16日 -  バヌアツ議会で、イシュマエル・カルサカウ（英語版）首相が批准を目指すオーストラリアとの安全保障協定を批判して親中国派の野党が提出した同首相に対する不信任案の採択が行われ、賛成26、反対23で、賛成が上回ったものの、可決に必要な定数（52）の過半数27に1票足りず、否決された[555]。
- 17日
  - 自由民主党の最大派閥・清和政策研究会（安倍派）は党本部で総会を開き、派の意思決定を担う「常任幹事会」を新設し、代表となる「座長」に塩谷立会長代理が就任する案を全会一致で了承。安倍晋三の死去後、空席となっている会長は引き続き置かない方針[556]。31日の総会で常任幹事会の陣容を決定し、15人の指導体制に[557]。
  -  スペイン下院は議長選挙を行い、ペドロ・サンチェス首相の与党・スペイン社会労働党のフランシーナ・アルメンゴルを選出[558]。
- 18日 -  オーストリア検察は、議会の調査委員会で偽証したとしてセバスティアン・クルツ元首相を起訴したと発表[559]。
- 20日
  - 酒田市長選挙告示。前副市長の矢口明子以外に立候補の届け出がなく、無投票で矢口の初当選が決まった[560]。
  -  エクアドル大統領選挙・議会選挙を執行。左派候補のルイサ・ゴンサレス（英語版）元国家行政長官と実業家のダニエル・ノボアが10月15日の決選投票に進出[561]。
  -  グアテマラ大統領選挙（決選投票）・議会選挙（英語版）を執行。大統領選挙の決選投票はベルナルド・アレバロ元外務次官が60.90％を獲得し当選、サンドラ・トーレス（英語版）は39.10％[562][563]。28日、最高選挙裁判所がアレバロの当選を認定[564]。
- 21日 -  中米議会はオブザーバー資格を台湾から剥奪する代わりに中国に与える提案を、賛成多数で承認。22日、台湾はこれに抗議し、即時脱退を表明[565]。
- 22日
  - 自由民主党女性局のフランス研修中に撮影された写真が「観光旅行のようだ」と批判を浴びたことを受け、松川るいが党女性局長を辞任[566]。
  -  国外逃亡中だったタイ王国のタクシン・シナワット元首相が15年ぶりに帰国し、拘置所に収容[567]。
  -  スペインの国王フェリペ6世が国民党党首のアルベルト・ヌーニェス・フェイホーに組閣を要請[568]。23日、下院議会は首相指名選挙を9月27日に実施することを決定[569]。
  -  欧州委員会のフランス・ティメルマンス（英語版）上級副委員長（環境政策担当）が辞任。11月実施予定のオランダ総選挙に出馬し、次期首相の座を目指すという[570]。
- 23日 -  ジンバブエ議会選挙・大統領選挙（英語版）を執行[571]。主要選挙区で投票開始が大幅に遅れたため野党が選挙不正と抗議したことを受け、24日も投票を実施[572]。25日、国際選挙監視団は選挙が国際的な水準に達していないと結論[573]。26日、選挙管理当局は大統領選挙について現職で与党・ジンバブエ・アフリカ民族同盟愛国戦線（英語版）(ZANU-PF)のエマーソン・ムナンガグワが得票率52.6%で勝利し、野党・変革のための市民連合（英語版）(CCC)のネルソン・チャミサ（英語版）党首は44.0%だったと発表[574][575]。27日、チャミサも勝利を宣言し選挙結果受け入れを拒否[573]。議会選挙は、公選210議席のうちZANU-PFが133、CCCが73議席を獲得（これとは別に60議席は女性枠）[576]。
- 24日
  -  南アフリカのヨハネスブルグで行われた第15回BRICS首脳会議が閉幕。BRICS加盟国の拡大を決定[577]。
  - 全国知事会が新会長に宮城県の村井嘉浩知事を選任[578]。
  - 高知県土佐清水市の泥谷光信市長は、健康上の理由で近く市長を辞職する意向を明らかにした[579]。
  -  エストニア国内各紙は首相のカヤ・カッラスの夫がウクライナ侵攻後もロシアに製造品を出荷して利益を得て、彼女自身も夫のビジネスに融資し支援したことを暴露し、社説でカッラスに辞任を求めたが、カッラスは辞任するつもりはないと述べた[580][581][582][583]。
- 25日 - 京都府八幡市の堀口文昭市長は、来年2月の任期満了を待たずに10月末に辞職する考えを表明[584]。
- 26日 -  ガボン大統領選挙・議会選挙（英語版）を執行。一部投票所では開始に遅れ[585]。30日に選挙管理委員会が現職のアリー・ボンゴ・オンディンバが得票率64.27％で3選されたと発表し、これに反発した軍部が国営テレビで権力を掌握したと発表。選挙結果の取り消しや国境閉鎖、国家機関解散などを宣言した[586][587]。クーデターを実行した制度移行・回復委員会（英語版）はブライス・クロテール・オリギ・ンゲマ将軍を暫定大統領に指名したと発表[588][589]。

- 27日
  -  リビア暫定統一政府のアブドゥルハミード・ドベイバ（英語版）首相は、外交関係のないイスラエルが「リビアと外相会談を実施した」と発表したことを受け、ナジュラ・エル・マングーシュ（英語版）外相の職務を停止[590]。翌28日、ドベイバはマングーシュを外相から更迭[591]。
  -  ミャンマー軍事政権は、東ティモール政府がミャンマーの民主派組織「国民統一政府」を支持し、関係を深めていることを理由として、ミャンマー駐在の東ティモール代理大使に国外退去を命じたと発表[592]。
- 30日
  - 参政党の松田学代表が辞任し、副代表の神谷宗幣が代表に就任[593]。
  -  オーストラリアのアンソニー・アルバニージー首相が、先住民の意見を反映させやすくする憲法改正案を問う国民投票を10月14日に実施すると発表[594]。
  -  タイ貢献党のチョラナン・シーケーオ（タイ語版）党首が辞任を発表。連立政権の樹立へ親軍派と組んだことへの責任をとるためとした[595]。
- 31日
  -  イギリスのベン・ウォーレス国防大臣が辞任し、後任にグラント・シャップス（英語版）前エネルギー大臣が任命された[596]。
  -  アルツァフのアライク・ハルチュニャン大統領が9月1日に辞表を提出する意向を表明[597]。またグルゲン・S・ネルシシャン（アルメニア語版）国家大臣（首相格）を解任し、後任にサンベル・シャフラマニャン(Samvel Shahramanyan)を任命[598]。

### 9月
- 1日
  - 感染症対策の司令塔となる「内閣感染症危機管理統括庁」が発足。担当大臣に後藤茂之経済再生担当相が就任。トップの内閣感染症危機管理監は栗生俊一内閣官房副長官が兼務する[599]。
  -  シンガポール大統領選挙を執行。与党系のターマン・シャンムガラトナム元上級相（副首相）が得票率70.4％で当選[600]。
  -  タイ王国のラーマ10世国王が国外逃亡から帰国したタクシン・シナワット元首相に恩赦を与え、権力乱用などの罪で言い渡された8年の量刑が1年に減刑された[601]。
- 2日 - 国民民主党代表選挙を執行。現職の玉木雄一郎が前原誠司代表代行を大差で破り再選[602]。
- 3日
  - 岩手県知事選挙を執行。現職の達増拓也が5選[603]。
  - 立川市長選挙を執行。前東京都議の酒井大史が初当選[604]。
  - 枚方市長選挙を執行。大阪維新の会公認で現職の伏見隆が3選[605]。
  -  ウクライナのウォロディミル・ゼレンスキー大統領がオレクシー・レズニコウ国防大臣を更迭し、国有財産基金（英語版）長官のルステム・ウメロウを後任に据えると発表[606]。レズニコウは4日に辞表を提出し[607]、翌5日に議会が辞任を承認[608]。6日に議会がウメロウの国防大臣就任を賛成338、反対0票で承認した[609]。
- 4日
  -  バヌアツ最高裁判所は、8月16日にイシュマエル・カルサカウ（英語版）首相に対する不信任決議が可決したとする8月25日の判決を不服として起こされた控訴を却下し、カルサカウの不信任決議が成立。議会はサトー・キルマン元首相を賛成27、反対23票で新首相に選出[610]。
  -  ガボンを掌握した制度移行・回復委員会（英語版）委員長のブライス・クロテール・オリギ・ンゲマ将軍が移行政権の暫定大統領に就任[611]。
- 5日
  - 中央選挙管理会は、政治家女子48党の斉藤健一郎参議院議員が届け出た「NHKから国民を守る党」への党名変更と党代表者の変更を認めないことを決定。斉藤による届け出について「権限のある代表者によって提出されたのか疑義が解消されないため」と理由を説明した。 同党は斉藤と大津綾香が党運営を巡って対立し、双方が党代表者の立場にあると主張している[612]。
  -  タイ王国で首相に選出されたセター・タウィーシンと新閣僚が国王宣誓式にて就任宣誓を行い、セター政権が正式に発足[613]。
  -  バーミンガム市議会が事実上の財政破綻を宣言。職員の男女間の賃金格差の是正請求に対する支払いで財政赤字が膨らんだことが要因[614][615]。
- 6日
  - 日本維新の会の藤田文武幹事長は、カジノを含む統合型リゾートの汚職事件に関連して2020年に行った下地幹郎元衆議院議員に対する除名処分を撤回したと明らかにした[616]。理由については「沖縄での党勢拡大に貢献したことを評価」したと説明した[617]。
  - アフリカ気候サミットは気候変動に対応するための財源として世界的な炭素税の導入と国際金融機関改革を求める「ナイロビ宣言」を採択して閉幕[618]。
- 7日
  - 洋上風力発電事業を巡り、日本風力開発に有利となる国会質問の見返りにに計約6100万円の資金を受領したとして、東京地検特捜部は受託収賄容疑で秋本真利衆議院議員を逮捕[619]。27日、受託収賄罪と持続化給付金200万円をだまし取ったとする詐欺罪で起訴[620]。
  -  ガボンのブライス・クロテール・オリギ・ンゲマ暫定大統領が経済学者で元首相のレイモンド・ヌドング・シマ（英語版）を暫定首相に任命[621]。
  -  ワシントン連邦地裁の陪審は、2021年1月の連邦議会襲撃事件を調査する下院特別委員会による召喚状に従わなかったとして、ドナルド・トランプ前政権のピーター・ナヴァロ元大統領補佐官に議会侮辱罪の有罪評決を出した[622]。
- 9日
  - 主要20カ国・地域首脳会議がインドの首都ニューデリーで2日間の日程で開幕し、首脳宣言を採択。ロシアによるウクライナ侵攻について「あらゆる国家は領土獲得のための武力行使を控えなければならない」との文言を盛り込んだ。この日は、アフリカ連合を正式メンバーとすることでも合意[623]。
  -  マダガスカルのアンドリー・ラジョエリナ大統領が11月9日の大統領選挙（英語版）に出馬するために辞任。ヘリマナナ・ラザフィマヘファ（英語版）上院議長が大統領権限の代行を拒否したためクリスチャン・ンツァイ首相が大統領権限を行使へ[624]。
  -  モルディブ大統領選挙（英語版）を執行。第1回投票ではマレ市長のモハメド・ムイズが得票率46％、現職のイブラヒム・モハメド・ソリが39％を獲得[625]。30日の決選投票ではムイズが得票率54％を獲得し当選、ソリは46％[626]。
- 10日
  - 山形市長選挙を執行。現職の佐藤孝弘が3選[627]。
  - 新庄市長選挙を執行。元山形県議の山科朝則が初当選[628]。
  -  ロシア地方選挙（英語版）を21地域で執行、一部では8日から投票開始[629]。ロシアが不法占拠しているウクライナのドネツク、ルガンスク、ヘルソン州、ザポロージェ州に設置した議会でも選挙を執行し、ウクライナや欧州は非難[630]。
- 11日 - 日本共産党の小池晃書記局長は、次期衆院選で広島6区の公認予定候補としていた新人の村井明美を取り下げると発表。村井がXで、東京電力福島第一原子力発電所処理水の海洋放出を受けた日本近海の魚を「汚染魚」と表現したことを問題視した[631]。
- 12日 -  弾劾訴追可決の危機にあった大韓民国の李鐘燮国防部長官が辞任表明[632]。13日、尹錫悦大統領は李鐘燮を更迭し、後任に国会国防委員会幹事の申源湜（朝鮮語版）を指名[633]。
- 13日
  - 第2次岸田第2次改造内閣が発足[634]。
  - 福岡県大任町や田川市など周辺市町村の広域ごみ処理施設に関する情報を開示しないよう田川市の村上卓哉市長に圧力をかけたとして、田川市は強要未遂の疑いで大任町の永原譲二町長を刑事告訴。永原町長は村上市長に対し、市が保管する公文書を開示しないよう要求し、応じなければ「今後一切連携しない」「建設中のごみ処理施設から出ていき自分たちで建てろ」などと発言したとされる[635]。29日、大任町の永原町長は町議会全員協議会で田川市の村上市長などを虚偽告訴などの容疑で刑事告訴する方針を表明[636]。
- 15日
  -  ラトビア議会は、クリシュヤーニス・カリンシュ前首相の辞任に伴い、福祉相のエビカ・シリニャを首相とする連立政権を承認。カリンシュは外相に就任し内閣に留まる[637]。
  -  タイ王国下院第1党の野党・前進党のピター・リムジャロェーンラット党首は、自身が憲法裁判所から議員資格を停止されていることから「野党第1党を率いる資格がない」として党首を辞任する意向を表明[638]。23日、前進党はチャイタワット・トゥラソン（英語版）幹事長を新党首に選出[639]。
- 18日
  -  大韓民国検察は、京畿道知事時代に企業グループの元会長に自身の訪朝費用を含む計800万ドルを北朝鮮に違法に送金させたなどとして、背任や外国為替取引法違反の疑いで最大野党・共に民主党の李在明代表の逮捕状を請求[640]。21日に国会で逮捕同意案の採決が行われ、賛成149票、反対136票で可決[641]。共に民主党は国会で過半数を占めるため、約30人の造反者が出たとみられる[642]。可決後、李在明の支持者らは共に民主党本部に抗議し、一部は国会議事堂への乱入を試みた[643]。27日未明、ソウル中央地裁は検察による逮捕状請求を棄却[644]。
  -  カナダのジャスティン・トルドー首相は、6月に国内でシク教徒の指導者が殺害された事件について、インド政府の工作員が関与した可能性があると指摘。また、カナダ政府はカナダにおけるインド情報機関のトップを国外追放したと明らかにした[645][646]。19日、インド外務省は対抗措置として、インドに拠点を置くカナダの高位外交官を追放すると表明[646]。
- 19日 -  アゼルバイジャンがアルメニアとの係争地であるナゴルノ・カラバフ（アルツァフ共和国）にて、アルメニア系勢力の武装解除と撤退、軍事インフラの無力化を目標として軍事行動を開始[647]。20日、アルツァフ当局はロシアが仲介した停戦を受け入れ、ナゴルノ・カラバフからのアルメニア軍の撤退、完全武装解除などで合意[648]。同日、アゼルバイジャンのイルハム・アリエフ大統領は「アゼルバイジャンの主権を回復した」と勝利を宣言[649]。27日、アゼルバイジャンがアルツァフからの脱出を試みたルベン・ヴァーダニャン（英語版）元国家大臣（首相格）について、戦争犯罪容疑者であるとして身柄を拘束[650]。
- 21日 -  大韓民国国会は韓悳洙国務総理の解任を求める動議を賛成175、反対116、棄権4票で可決。拘束力はない[651]。
- 22日 -  アメリカ合衆国連邦検察は、エジプト政府や知人の実業家に便宜を図る見返りとして、数十万ドルの賄賂を受け取ったとして、民主党のロバート・メネンデス上院外交委員長を収賄などの罪で起訴[652]。起訴を受けメネンデスは外交委員長を辞任[653]。
- 24日
  - 東大阪市長選挙を執行。大阪維新の会公認で現職の野田義和が5選[654]。
  - 選挙人名簿を町長選挙に不正利用した神奈川県真鶴町の松本一彦町長のリコール（解職請求）の賛否を問う住民投票を執行。賛成2204票、反対1378票で、賛成が有効投票の過半数を占め、リコールは成立し、松本は即日失職。松本は50日以内に行われる出直し町長選に出馬しない意向を表明[655]。
  -  フランスのエマニュエル・マクロン大統領は、7月にクーデターが発生したニジェールから年内に駐留軍を撤収させると表明。駐ニジェール大使も数時間以内にフランスに帰国させるとした[656]。
- 25日
  -  エジプト選挙管理委員会は次期大統領選挙を12月10日から12日にかけて実施すると発表。決選投票を行う場合は2024年1月8日から10日にかけて実施[657]。
  -  マリ軍事政権は2024年2月に執行予定だった大統領選挙を技術的な問題により延期すると発表[658]。
  - 太平洋諸島フォーラムが開催され、これに先立ちアメリカ合衆国はクック諸島とニウエを国家承認。中国と関係を深めているソロモン諸島のマナセ・ソガバレ首相は欠席[659]。
- 26日
  - 元衆議院議員の鴨下一郎が内閣官房参与（健康・医療戦略）に就任[660]。
  - 公職選挙法違反（事前運動など）の罪で1、2審で有罪判決を受け上告中の前川清成衆議院議員が奈良市内で記者会見を開き、議員辞職の意向を表明[661]。10月4日に辞職[662]。10月19日に中嶋秀樹が繰上げ当選[663]。
  -  カナダ下院議長のアンソニー・ロタ（英語版）は辞任を表明。独断でナチス政権下の第14SS武装擲弾兵師団に所属していたウクライナ系カナダ人のヤロスラフ・フンカ（英語版）を下院に招き入れたことで批判を受けたため[664][665]。
- 26日～27日 -  北朝鮮最高人民会議が開かれ、憲法に核兵器の保有に関する政策方針を明記する案が採択された[666]。
- 27日
  - 知人女性と性行為をしようとしてけがをさせたとして、宮崎市議会議員の西本誠（スーパークレイジー君）が不同意性交等致傷罪で起訴された[667]。
  -  ドミニカ国議会が次期大統領選挙を執行。ドミニカ労働党（英語版）のシルバニー・バートンが20票を得票し当選、10月2日に就任宣誓予定。統一労働者党（英語版）のアネッテ・サンフォード（英語版）は5票[668]。
  -  スペイン下院が国民党党首のアルベルト・ヌーニェス・フェイホーに対する首相就任の信任投票を実施。176票を要するところを賛成172、反対178票で否決[669]。29日の第2回目投票でも賛成173、反対177票で否決され、現職のペドロ・サンチェスが次の候補者に指名される公算[670]。
- 28日
  - 熊本県嘉島町の荒木泰臣町長は「健康上の理由」で10月18日付の辞職願を町議会議長に提出し、受理された[671]。
  - 伊原木隆太岡山県知事の後援会が知事の親族から政治資金規正法の上限を超える寄付を受け取っていた問題で、政治資金収支報告書に虚偽の記載をして知事の親族からの多額の寄付を借入金として処理し、返済したように装ったとして、同法違反の罪で岡山区検察庁は後援会の会計責任者ら2人を略式起訴[672]。岡山簡易裁判所は10月5日付で2人にそれぞれ罰金100万円の略式命令を出した[673]。
  -  アルツァフ共和国のサンベル・シャフラマニャン大統領が、2024年1月1日をもってすべての国家機関を解散させる法令に署名し、同国の消滅が確定[674]。
- 29日 -  エスワティニ議会選挙（英語版）を執行。59人の無所属議員を選出[675]。
- 30日 -  スロバキア国民議会選挙（英語版）を執行。150議席中、親露派の方向・社会民主主義（スメル）が42議席を獲得し第1党[676]。プログレッシブ・スロバキア（英語版）は32、声・社会民主主義は27議席[677]。スロバキア外務省は10月2日、ロシアが投票前に誤情報を流して選挙に介入したと非難し、ロシアは反論[678]。

### 10月
- 2日
  -  バヌアツのサトー・キルマン政権与党議員が、キルマンの不信任決議案を審議するため招集された臨時議会をボイコットしたため定足数を満たせず、議会は6日までの閉鎖が決定[679]。6日に議会が開会し、キルマン政権に対する不信任案を賛成多数で可決しキルマンは失職。シャーロット・サルウェイ元首相を新首相に選出[680]。
  -  スロバキアのズザナ・チャプトヴァー大統領は第1党となった方向・社会民主主義（スメル）のロベルト・フィツォ党首に対し、2週間の期限付きで連立政権樹立を交渉する権限を付与[681]。11日、スメルは中道左派政党の声・社会民主主義、民族主義的右派政党の人生・国民党（英語版）と3党連立政権を樹立することで合意[682][683]。25日、チャプトヴァー大統領は新首相にフィツォ元首相を任命[684]。
  -  国際連合安全保障理事会は、ギャングによる殺人や誘拐が相次ぎ政情不安が続くハイチに多国籍部隊を派遣する権限を加盟国に与える決議案を賛成多数で採択[685]。
- 3日
  -  アメリカ合衆国下院は共和党のマット・ゲイツ議員が提出した同党のケビン・マッカーシーを議長から解任する動議を賛成216、反対210票で可決。パトリック・マクヘンリー（英語版）が臨時議長代理に就任[686]。11日、共和党は議長候補に院内総務のスティーブ・スカリース（英語版）を決定した[687]が、12日にスカリースが議長指名候補を辞退したと表明[688]。13日、共和党が新議長候補にジム・ジョーダン（英語版）司法委員長を選出[689]。
  -  スペインの国王フェリペ6世が現職のペドロ・サンチェス首相に組閣を要請[690]。
  -  アゼルバイジャン国家保安局はアルツァフの大統領経験者アルカジー・グカシャン、バコ・サハキャン、アライク・ハルチュニャンの3名の身柄を拘束し、首都バクーに移送[691][692]。
  -  アルメニア国民議会は国際刑事裁判所に関するローマ規程を批准[693]。
- 4日 - 自由民主党は次期衆院選の公認候補予定者となる徳島1区の支部長に、野党系無所属で同区選出の仁木博文衆議院議員を選任[694]。同日、自由民主党は仁木の同党会派入りを衆議院に届け出た[695]。
- 5日 -  アメリカ合衆国大統領ジョー・バイデンは、前大統領ドナルド・トランプ時代に予算計上されたメキシコとアメリカの壁の建設を止めることはできないとして承認。バイデンは大統領選時、壁の建設に反対し当選した場合「1フィートたりとも作らせない」と公約していた[696]。
- 6日
  -  コートジボワールのアラサン・ワタラ大統領が内閣総辞職を命じ、パトリック・アチ首相を更迭[697]。16日、ロベール・ブーグレ・マンベ（英語版）が首相に就任[698]。
  -  セネガルのマッキー・サル大統領は内閣を総辞職させ、すぐにアマドゥ・バ（英語版）を首相に再任[699]。
- 7日
  -  パレスチナのガザ地区を支配するハマースがイスラエルに対しロケット弾を発射し武装組織がイスラエル領内に侵入、イスラエル側も報復攻撃を行い両者合計で200名以上が死亡。イスラエルのベンヤミン・ネタニヤフ首相が戦争状態にあると宣言（2023年パレスチナ・イスラエル戦争）[700]。8日、イスラエルがハマースに対し宣戦布告[701]。
  -  アラブ首長国連邦議会選挙（英語版）を執行。定数40名のうち、公選される20名について選挙管理委員会が当選者を発表[702]。
  -  ガボンのブライス・クロテール・オリギ・ンゲマ暫定大統領が、新議会議員98名と上院議員を任命[703]。
- 8日
  -  ルクセンブルク議会選挙（英語版）を執行。連立政権を構成する緑の党（英語版）が敗北し過半数割れ[704]。選挙結果を受け9日にグザヴィエ・ベッテル首相が辞任を表明し[705]、アンリ大公がキリスト教社会人民党のリュック・フリーデン元財務大臣に組閣を要請[706]。
  -  ドイツのバイエルン州議会選挙（英語版）とヘッセン州議会選挙（英語版）を執行。いずれもキリスト教社会同盟が第1党、またドイツのための選択肢(AfD)が躍進し、ドイツ社会民主党などオラフ・ショルツ連立政権を構成する中道左派政党は低迷[707][708]。
  -  イスラエルのベンヤミン・ネタニヤフ首相、イェシュ・アティッドのヤイル・ラピド党首、国家団結（英語版）のベニー・ガンツ代表はハマースによる攻撃を受け、臨時に統一内閣を樹立することを協議[709]。10日、与党リクードは主要野党と挙国一致内閣を樹立することを発表し[710]、11日にネタニヤフ首相、ヨアブ・ガラント国防相、ベニー・ガンツの3人からなる戦争対応内閣が通常の内閣とは別に発足[711][712]。
- 10日
  -  国際連合総会は、人権理事会理事国の改選を行い、15カ国を選出。2022年4月に資格停止となったロシアは83票を獲得するも東ヨーロッパ枠2枠を争ったブルガリアとアルバニアに敗れ落選。その他の選出国はブラジル、ブルンジ、中国、コートジボワール、キューバ、ドミニカ共和国、フランス、ガーナ、インドネシア、日本、クウェート、マラウイ、オランダ[713]。
  - 和田義明衆議院議員が防衛大臣補佐官に就任[714]。
  - 日本維新の会は持ち回りの常任役員会で、党に事前の届出を行わずにロシアを訪問した鈴木宗男参議院議員を除名処分とすることを決定。鈴木は面会した馬場伸幸代表から除名処分を伝えられる前にみずから離党届を提出し、受理された[715]。11日、鈴木が参議院懲罰委員長を辞任[716]。
  - 立憲民主党の末次精一衆議院議員（比例九州ブロック）が同日告示の衆議院長崎4区補欠選挙への立候補に伴い自動失職[717]。19日、比例九州ブロックで次点の屋良朝博が繰上げ当選[663]。
  - 埼玉県議会の自由民主党議員団は、県議会に提出していた子供だけでの留守番などを放置による虐待と定める「埼玉県虐待禁止条例」の改正案を撤回すると発表。改正案は放置を発見した県民にも通報の義務を課すといった内容。子育て中の幅広い家庭が「虐待」をしているとみなされるなどとして、党内外から批判の声が噴出していた。県議団の田村琢実団長は改正案の内容については「瑕疵がなかった」としつつ「全て私の説明不足」と陳謝[718]。
- 11日
  - 枚方市の伏見隆市長が9月の市長選後に「祝勝会」の横断幕が掲げられた集会に参加した問題で、市議会は伏見に対する問責決議案を賛成多数で可決[719]。
  -  マダガスカルのヘリマナナ・ラザフィマヘファ（英語版）上院議長が、9月8日に大統領権限の代行を拒否する書簡を憲法高等裁判所に送ったのは政府からの圧力があったからとして、権限放棄の撤回を表明[720]。クリスチャン・ンツァイ首相（大統領代行）は12日に臨時議会を招集し[721]、全会一致でラザフィマヘファ上院議長の解任決議案が可決され[722]、翌13日に退役陸軍中将のリチャード・ラヴァロマナナ（英語版）を新議長に選出[723]。27日に憲法裁判所が大統領権限は上院議長が行使しなければならないとの判決を下したため、ラヴァロマナナが暫定大統領に就任[724]。
  -  国家報勲部は光州広域市と和順郡に対し、中華人民共和国に帰化した音楽家の鄭律成の記念事業の中止と記念物の撤去を勧告した[725]。
- 12日
  -  大韓民国ソウル中央地検は、城南市長時代に都市開発事業で特定の民間業者に便宜を図り、都市開発公社に200億ウォンの損害を与えたとして、最大野党・共に民主党の李在明代表を背任罪で在宅起訴[726]。16日、2020年に無罪判決が確定した公職選挙法違反の裁判で、自らを有利な立場にするため関係者に虚偽の証言をするようそそのかしたとして、偽証教唆罪で追起訴[727]。
  -  ジブラルタル総選挙（英語版）を執行。ジブラルタル社会主義労働党（英語版）・ジブラルタル自由党連合が17議席中9議席を獲得し勝利[728]。13日、自治議会はファビアン・ピカード（英語版）を自治政府首相に再任（4期目）[729]。
  -  マダガスカル最高裁は11月9日に執行予定の大統領選挙（英語版）第1回目投票を1週間延期し11月16日とするよう命令、理由は示さず。決選投票の12月20日は維持[730]。
- 13日 -  独立国家共同体首脳会談開催。モルドバとアルメニアは欠席[731]。
- 14日
  -  ニュージーランド総選挙を執行。中道右派の野党・国民党が50議席、右派ACT党が11議席を獲得し過半数に迫る勝利。与党・労働党は34、緑の党は14、ニュージーランド・ファースト党は8、マオリ党は4議席[732]。
  -  オーストラリア憲法改正国民投票を執行。 先住民の権利を明記する憲法改正案は否決[733]。
  -  アンゴラ議会はジョアン・ロウレンソ大統領に対する弾劾の動議を検討する議会委員会の設置の提案を賛成0、反対123、棄権1票で否決。主要野党はボイコット[734]。
- 15日
  -  ポーランド議会選挙を執行。460議席中、与党連合・法と正義(PiS)が194議席を獲得し第1勢力を維持したが過半数を割りこみ、親EUの市民プラットフォームを中心とする市民連合が157、第三の道（英語版）が65、左翼（英語版）が26議席を獲得し、この3派連合で過半数に到達[735]。
  -  エクアドル大統領選挙決選投票を執行。実業家のダニエル・ノボアが51.83％を獲得し当選。左派候補のルイサ・ゴンサレス（英語版）元国家行政長官は48.17％にとどまり敗北を認め当選を祝福[736][737]。
  -  オーランド諸島議会総選挙（英語版）を執行。定数30議席中、オーランドのための自由が9議席で第1党となり勝利。オーランド中央党が7、非同盟連合が5議席[738]。
- 16日
  -  ジョージア憲法裁判所は、サロメ・ズラビシュヴィリ大統領が同意なくEU訪問を行ったのは憲法違反であるとして国会議員80名が9月12日に提起していた大統領弾劾手続きの開始を承認[739]。議会で18日に行われた投票では賛成86、反対1票で可決に必要な100票には届かず、弾劾は不成立に[740]。
  -  国際連合安全保障理事会は2023年パレスチナ・イスラエル戦争を巡りロシアが提出した、ハマースを非難する内容を含まない即時停戦を求める決議案を否決。ブラジルが提出したハマースをテロ加害者として非難する内容を含む即時停戦決議案の採決は17日に延期[741]。
- 17日 - 政治団体「日本保守党」は設立記者会見を開き、地域政党「減税日本」を率いる河村たかし名古屋市長が共同代表に就いたと発表。作家の百田尚樹が代表を務める。また、日本保守党と減税日本が「特別友党関係」を結んだことも明らかにされた[742]。
- 18日 -  国際連合安全保障理事会はブラジルが提出したイスラエルとハマースの双方に即時停戦を求める決議案を、アメリカ合衆国の拒否権発動により否決。決議には12カ国が賛成し、ロシアとイギリスは棄権[743]。
- 19日
  -  パキスタン司法当局は、イギリスにて事実上の亡命生活を送っているナワーズ・シャリーフ元首相の帰国時に捜査当局による拘束を認めないことを決定[744]。21日にシャリーフがパキスタンに帰国[745]。
  -  ベルギー司法相（英語版）ヴィンセント・ファンクイッケンボルネ（英語版）は16日に発生した2023年ブリュッセル銃撃事件（英語版）のチュニジア国籍の容疑者の身柄引渡を2022年8月にチュニジア政府から要求されていたにもかかわらず、対応していなかったことの責任を取り辞任[746]。
- 20日
  - 第212回国会召集[747]。
    - 衆議院本会議で細田博之衆議院議長の辞任を許可し、後任に自由民主党の額賀福志郎を選出[748]。

  -  アメリカ合衆国下院は下院議長を選出する3度目の投票を実施するもいずれの候補も過半数の票を獲得できず選出に失敗。同日共和党は前大統領トランプの支持を受ける保守強硬派のジム・ジョーダン（英語版）下院議員を議長候補から除外することを決定[749]。24日、共和党ナンバー3のトム・エマー（英語版）院内幹事が議長候補に選出されたが、下院の過半数を獲得する見通しが立たず即日辞退。同日、党内投票でマイク・ジョンソン下院議員を候補に指名[750]。翌25日、下院はジョンソンを議長に選出[751]。
- 22日
  - 国会議員の補欠選挙（衆議院長崎県第4区、参議院徳島県・高知県選挙区）を執行。
    - 衆議院長崎4区補欠選挙で金子原二郎元参議院議員の長男の金子容三（自由民主党）が初当選[752]。
    - 参議院徳島県・高知県選挙区補欠選挙で元職で野党4党の支援を受けた広田一（無所属）が当選[753]。

  - 所沢市長選挙を執行。元衆院議員の小野塚勝俊が現職の藤本正人らを破り初当選[754]。
  -  スイス総選挙（英語版）を執行。国民議会（下院）200議席中、国民党が議席を積み増し62議席で第1党を維持。社会民主党が41、中央党（英語版）が29、自由民主党が28議席。緑の党と緑の自由党（英語版）は議席を減らし、それぞれ21、10議席を獲得[755]。
  -  アルゼンチン大統領選挙・議会選挙（英語版）を執行[756]。大統領選挙は与党連合の中道左派候補のセルヒオ・マサ（英語版）経済相と右派候補のハビエル・ミレイ下院議員が11月19日の決選投票に進出[757][758]。
  -  ベネズエラで2024年実施予定の大統領選挙への野党候補を決定する予備選挙が実施され、マリア・コリーナ・マチャド（英語版）元国民議会議員が勝利宣言[759]。
- 23日 - 沖縄県議会において米軍普天間飛行場の名護市辺野古への移設問題などを巡る言動や行政運営を巡る玉城デニー知事への問責決議案の採決が行われ、賛成23、反対24の1票差で否決[760]。
- 24日 -  中国の全国人民代表大会常務委員会が、8月から動静が不明となっていた李尚福国務委員兼国防部部長の解任、また7月に外交部長を解任されていた秦剛の国務委員からの解任並びに科学技術部長を王志剛から陰和俊に、財政部長を劉昆（中国語版）から藍仏安へそれぞれ交代させるなどの人事を決定し、習近平国家主席の名による国家主席令第十四号を発してこれらの人事を布告した[761][762][763]。
- 25日
  - 山田太郎文部科学大臣政務官は、女性と不適切な関係を持っていたとの同日の文春オンライン報道を受け、辞表を提出[764]。26日、本田顕子参議院議員が後任の政務官に就任[765]。
  -  ナウルのラス・クン大統領が不信任投票で解任。26日の新大統領選出投票ではレニエ・ガダブ（英語版）商工・環境大臣とデビッド・アデアン議員がそれぞれ9票同数で27日に再投票へ[766]。30日、アデアンを大統領に選出[767]。
  -  国際連合安全保障理事会はイスラエルとハマースの停戦を求めるアメリカ合衆国が提出した決議案とロシアが再提出した決議案をいずれも否決[768]。
- 26日 - 東京都江東区の木村弥生区長は、4月の区長選挙の期間中に動画投稿サイトで自らの陣営が投票を呼びかける有料インターネット広告を出した問題を受け、辞職する意向を表明。24日に区役所の区長室などが公職選挙法違反の疑いで家宅捜索を受けていた[769]。
- 27日
  -  国際連合総会は緊急特別会合を開催し、ヨルダンがアラブ諸国を代表して提出したイスラエルとハマースに人道的休戦を求める決議が全193カ国中賛成121、反対14、棄権44カ国で採択[770]。ハマースを糾弾する内容を入れたカナダによる修正案は否決[771][772]。
  -  タイ王国の最大与党・タイ貢献党は、新党首にタクシン・シナワット元首相の次女のペートンターン・シナワットを選出[773]。
  -  マレーシア王室は次期国王にジョホール州スルターンのイブラヒム・イスマーイール（英語版）を選出したと発表。2024年1月31日即位予定[774]。
- 29日 -  オマーン総選挙（英語版）を執行。諮問評議会（下院）の議員90名を選出（政党は禁止）[775]。
- 30日 - 志賀町発注の工事で便宜を図った見返りに賄賂を受け取ったとして、石川県警察は町長の小泉勝と妻を受託収賄などの容疑で逮捕[776]。11月6日、小泉が町議会議長に辞職願を提出[777]。
- 31日
  - 柿沢未途法務副大臣は、江東区長選挙で木村弥生区長の陣営が違法な有料ネット広告を流したとされる事件で、自らが広告の利用を勧めたことを認め、辞表を提出[778]。後任には前法務副大臣の門山宏哲が就任[779]。
  -  モンテネグロ議会はミロイコ・スパイッチを首班とする新内閣を賛成46、反対19票で承認[780]。
  -  ボリビア外務省（英語版）はイスラエルとの断交を発表[781]。

### 11月
- 1日
  -  ブータンの選挙管理内閣首班にチョギャル・ダゴ・リグジン（英語版）首席判事が国王より任命される[782]。
  -  セルビアのアレクサンダル・ヴチッチ大統領が議会を解散し、総選挙を12月17日に繰り上げ実施することを決定[783]。
- 2日 -  ロシア連邦大統領ウラジーミル・プーチンは包括的核実験禁止条約批准の撤回法案に署名し即時発効[784]。
- 3日 -  エスワティニの国王ムスワティ3世は新首相にラッセル・ドラミニ(Russell Dlamini)を任命[785]。
- 5日
  -  シンガポールのリー・シェンロンが2024年11月までに首相職と与党・人民行動党の書記長（党首）から退き、ローレンス・ウォン副首相兼財務相に禅譲する意向を表明[786]。
  -  イスラエルのアミハイ・エリヤフエルサレム問題・文化遺産担当相がパレスチナ自治区ガザ地区への核兵器使用を選択肢の一つとラジオ番組で発言。ベンヤミン・ネタニヤフ首相は「現実とかけ離れている」としてエリヤフの発言を否定し、エリヤフの職務を一時停止[787]。
- 6日
  -  ポーランドのアンジェイ・ドゥダ大統領がマテウシュ・モラヴィエツキ首相に組閣を要請[788]。議会での過半数を確保できないまま27日にモラヴィエツキを首相に再任し新政権を発足させたため野党は茶番であると非難[789]。
  -  ウクライナのウォロディミル・ゼレンスキー大統領が、2024年春に想定されている大統領選挙の延期を示唆[790]。
  -  ペルーのアナ・ヘルバシ（スペイン語版）外相が辞任。訪米したディナ・ボルアルテ大統領とジョー・バイデン米大統領との首脳会談を実現できなかったことへの批判が原因とみられる[791]。
- 7日
  -  ポルトガルのアントニオ・コスタ首相が汚職疑惑で首席補佐官らが逮捕されたことを受け、マルセロ・レベロ・デ・ソウザ大統領に辞表を提出[792]。9日、レベロ・デ・ソウザ大統領は11月29日に想定される来年度予算の成立後に議会を解散し、来年3月10日に総選挙を実施すると発表[793]。
  -  ロシアがヨーロッパ通常戦力条約を正式に脱退[794]。同日、北大西洋条約機構はロシアを非難した上で、条約の履行停止を発表[795]。
- 8日 -  アメリカ合衆国下院はパレスチナ系でイスラエルに対する批判を繰り返すラシダ・タリーブ議員に対する問責決議を賛成234、反対188票で可決[796]。
- 9日 - 東京都武蔵野市の松下玲子市長は、立憲民主党の菅直人元首相の後継候補として次期衆院選東京18区に出馬するため、10日付で市長の退職届を提出すると発表[797]。
- 10日 -  バヌアツのシャーロット・サルウェイ政権に対する不信任決議案が議会に提出され14日の審議開始が決定したことを受け、内閣はニケニケ・ヴロバラヴ大統領に議会の解散を要請[798]。15日、ヴロバラヴ大統領は政治指導者との会談を行い、野党は不信任決議案の撤回に同意[799]。21日、ヴロバラヴ大統領は22日午後2時までに議会内で合意を見出して政情不安が払拭されなければ議会を解散すると通告[800]。22日、与野党双方が妥協し解散を回避[801]。
- 11日 -  アルジェリアのアブデルマジド・テブン大統領が新首相にナディル・ラルバウイ（フランス語版）を任命[802]。
- 12日
  - 東京都青梅市長選挙を執行。元市議の大勢待利明（国民民主党、都民ファーストの会推薦）が現職の浜中啓一（自民、公明推薦）を破り初当選[803]。
  - 京都府八幡市長選挙を執行。元京都市職員の川田翔子（自民、立憲、公明推薦）が、元京都府議の尾形賢（日本維新の会公認）ら2人を破り初当選[804]。
  - 福岡県飯塚市長選挙を執行。前市教育長の武井政一が初当選[805]。
  - 神奈川県海老名市長選挙を執行。現職の内野優が6選[806]。
- 13日
  - 税金滞納が報じられていた神田憲次財務副大臣が辞任[807]。後任に赤沢亮正元内閣府副大臣が就任[808]。
  -  イギリスのリシ・スナク首相が政権発足後二度目となる内閣改造を断行。今回の改造では親パレスチナ派デモへの警察の対応を批判したスエラ・ブレーバーマン（英語版）内相を更迭し、その後任にジェームズ・クレバリー外相を横滑りさせ、クレバリーの後任の外相には2016年に第75代首相を退陣した後に政界を引退していたデーヴィッド・キャメロン元首相を起用[809][810]（スナク第2次改造内閣）
  -  ガボン軍事政権の制度移行・回復委員会（英語版）は新憲法案を2024年10月に提出、同年末までに国民投票で採択した上で、2025年8月に総選挙を実施すると表明[811]。
- 14日
  - 政治家女子48党が党名を「みんなでつくる党」に変更[812]。
  -  イギリス海外領土のケイマン諸島自治議会はウェイン・パントン（英語版）自治政府首相の不信任決議案を否決[813]。しかし翌15日にパントンは辞任し、ジュリアナ・オコナー＝コノリー（英語版）元首相を首相兼財務大臣とする新政権が発足[814]。
  -  リベリア大統領選挙（英語版）決選投票を執行。ジョセフ・ボアカイ前副大統領が50.64%、現職のジョージ・ウェアは49.36%[815]。17日、ウェアは敗北を認めた[816]。
- 15日
  -  国際連合安全保障理事会はイスラエルとハマースの双方に戦闘の人道的休止を求める決議（2712号）を賛成多数で採択。15の理事国のうち日本やフランス、中国など12カ国が賛成し、アメリカ・イギリス・ロシアの3カ国は棄権[817]。
  -  ルクセンブルクのリュック・フリーデン元財務大臣を首班とする新政権の閣僚15人が発表され[818]、17日に就任宣誓し政権発足[819]。
- 16日
  -  スペイン下院は現職のペドロ・サンチェス首相に対する信任投票を行い、賛成179、反対171票で続投を承認[820]。
  -  マダガスカル大統領選挙（英語版）第1回目投票を執行し、野党候補12人中10人は投票をボイコット[821]。25日、選挙管理委員会はアンドリー・ラジョエリナが暫定値で58.9％の得票を得て再選されたと発表、野党は受け入れ拒否[822]。
- 18日 - 宗教法人・創価学会の名誉会長で公明党創設者の池田大作が15日に死去したことが公表された[823][824]。
- 19日
  - 長門市長選挙が投開票され、現職の江原達也が再選[825]。
  - 阿南市長選挙が投開票され、新人の岩佐義弘が現職の表原立磨を破り初当選。岩佐は、全世帯に一律10万円の現金給付などを前面に打ち出していた[826]。
  -  アルゼンチン大統領選挙（英語版）決選投票を執行。第1回目投票で2位だった右派候補のハビエル・ミレイ下院議員が得票率55.69％で逆転当選。セルヒオ・マサ（英語版）経済相は44.31％にとどまり敗北[827]。
- 20日 - 最高裁判所第2小法廷は、2021年衆院選の公示前に自身への投票を呼び掛ける文書を不特定多数の有権者に送ったとして、公職選挙法違反（事前運動、法定外文書頒布）罪に問われた前川清成元衆議院議員の上告を棄却。罰金30万円とした一、二審判決が確定する[828]。
- 22日
  - 現職首長で全国最高齢（89歳）で1988年より新潟県出雲崎町長を連続9期務める小林則幸は、「後継者と考えている人物が町長選に出ると言っててきたため、今期限りの退任を決意した」として、2024年1月21日執行予定の町長選挙への立候補を取りやめると表明[829]。
  - 静岡県御前崎市の柳澤重夫市長は、「自分の人生の節目を迎えた」として2024年4月に予定される次期市長選挙に出馬せず2期目の任期満了を以て退任することを表明[830]。
  -  オランダ総選挙を執行。150議席中、極右の自由党が前回の倍以上となる37議席を獲得し第1党に躍進。労働党とグリーンレフトが組む左派連合は25議席、与党・自由民主国民党は10議席減らし24議席と議会内第3勢力に後退[831][832]。
- 23日 -  2024年1月の中華民国総統選挙における野党候補一本化を目指す協議が決裂し、中国国民党から侯友宜、台湾民衆党から柯文哲が別々に立候補することが決定。翌24日、無所属での出馬を表明していた郭台銘は立候補取りやめを表明[833]。
- 24日
  - 兵庫県の三田市民病院の再編統合計画を巡り、三田市議会は、計画の白紙撤回を公約に掲げて当選しながら一転して推進を表明し市民を混乱させたとして、田村克也市長に対する問責決議案を賛成多数で可決[834]。
  -  ニュージーランドの国民党、ACT党、ニュージーランド・ファースト党が3党で連立政権を樹立することで合意する文書に署名[835]。27日、クリストファー・ラクソンが首相に就任[836]。
- 26日
  - 高知県知事選挙が投開票され、現職の浜田省司（無所属）が再選[837]。
  - 高知市長選挙が投開票され、新人の桑名龍吾（無所属）が初当選[838]。
  - 米沢市長選挙が投開票され、新人の近藤洋介（無所属）が初当選[839]。
  -  大韓民国国家情報院の金奎顕（朝鮮語版）院長は尹錫悦大統領に辞表を提出し、受理された。同院の第1次長と第2次長の幹部2人も同時に辞任[840]。尹大統領は第1次長にホン・ジャンウォン（홍장원）を任命し、当面の間は院長を職務代行させる方針[841]。
- 29日 -  パキスタン・イスラマバードの高等裁判所は、パナマ文書に絡む汚職事件で禁錮10年を言い渡されたナワーズ・シャリーフ元首相に対し、一審判決を破棄して無罪を言い渡した[842]。
- 30日
  - 国民民主党の前原誠司代表代行ら4議員は国会内で記者会見を開き、離党届を提出したと明らかにした。無所属の徳永久志衆議院議員を含めた5人で、前原を代表とする新党・教育無償化を実現する会を結成する[843]。12月13日、国民民主党は両院議員総会で、前原ら4人から提出された離党届を受理せず、除籍処分にすることを決めた[844]。
  -  ブータン国民議会選挙（英語版）の予備選挙を執行。得票率の上位2党である国民民主党（42.53％）と新党・ブータン縁起党（英語版）が（19.58％）が2024年1月9日の決選投票に進出。与党・ブータン協同党は14.91％にとどまり敗退し、政権交代が確定[845][846]。
  -  エルサルバドル立法議会は2024年2月4日の大統領選挙で再選を目指すナジブ・ブケレ大統領とフェリックス・ウジョア（スペイン語版）副大統領に対して12月1日から6カ月間の休暇を承認し、その間の大統領代行としてブケレの私設秘書であるクラウディア・ロドリゲス・デ・ゲバラを承認[847]。

### 12月
- 1日
  - 社会民主党が任期満了に伴う党首選を告示。現職の福島瑞穂以外に立候補の届け出はなく、無投票で連続3選が決まった[848]。
  -  アメリカ合衆国下院は、経歴詐称や選挙資金流用など多数の疑惑が発覚した共和党のジョージ・サントスを除名。下院議員の除名は史上6人目[849]。
- 3日
  -  ギニアビサウのウマロ・シソコ・エンバロ大統領が12月1日に首都ビサウで発生した銃撃事件はクーデター未遂だったと主張[850]。エンバロ大統領は事件に対する現政府の対応が消極的であるとして、4日に議会を解散[851]。
  -  ベネズエラにおいて、同国が領有権を主張する隣国ガイアナのエセキボ地域をベネズエラ領とするかどうかなどを問う国民投票（英語版）が実施され、選挙管理当局は賛成が95%に達したと発表。対象はガイアナの国土の7割に及ぶ広大な地域で、ガイアナは猛反発[852]。
- 4日 -  大韓民国の尹錫悦大統領が経済関連の閣僚6人を入れ替える内閣改造人事を発表[853]。
- 5日 -  ペルー憲法裁判所は、人権侵害事件で禁錮25年の有罪判決を受けて服役しているアルベルト・フジモリ元大統領の即時釈放を命じた[854]。6日、フジモリが収監先の施設から釈放された[855]。
- 6日
  - 熊本県の蒲島郁夫知事がこの日午前に開催された熊本県議会本会議の質疑で「2024年3月に予定される知事選挙に立候補しない」と答弁し、4期16年の任期満了を以て知事職を勇退することを表明[856]。
  -  イタリアの複数のメディアは、G7で唯一イタリアが参加している中国の巨大経済圏構想「一帯一路」について、イタリア政府が離脱の意向を中国側に伝達したと報じた[857]。
  -  難民申請を希望するために入国した者をルワンダに移送する計画を実行するための緊急法案をイギリス政府が発表。計画を違法だとした11月の最高裁判決を受けたもの。同日、ロバート・ジェンリック（英語版）移民担当相は法案の内容が不十分だとして、辞任を発表[858]。
  -  アメリカ合衆国のケビン・マッカーシー前下院議長が今月末に議員を辞職すると表明[859]。
- 7日
  - 自由民主党の派閥による政治資金パーティー収入の裏金疑惑を受け、岸田文雄首相は、自身が会長を務めてきた岸田派（宏池会）を首相在任中は離脱すると表明[860]。
  - 紋別市議会は、市が発注した業務委託事業における汚職事件について、宮川良一市長の責任が重大だとして問責決議案を賛成多数で可決[861]。
  -  アゼルバイジャンのイルハム・アリエフ大統領が次期大統領選挙を1年繰り上げ、2024年2月7日に実施すると発表[862]。
- 8日
  -  国際連合事務総長アントニオ・グテーレスが国際連合憲章99条に基づき国際連合安全保障理事会にイスラエルとハマースの停戦決議を要請したことを受けて安保理が開催され、アラブ首長国連邦が提出した人道目的での即時対戦を求める決議案が採択されたが、米国の拒否権行使により否決[863]。
  -  ロシアのウラジーミル・プーチン大統領が2024年3月に予定されている大統領選挙への立候補を表明[864]。
- 9日 -  タイ民主党は党大会でチャルームチャイ・シーオン（英語版）党首代行を党首に選出[865]。
- 10日
  - 江東区長選挙を執行。元東京都部長の大久保朋果が初当選[866]。
  - 福井市長選挙を執行。前副市長の西行茂が初当選[867]。
  -  エジプト大統領選挙（英語版）を執行。12日まで投票が行われ、選挙管理委員会は18日にアブドルファッターフ・アッ＝シーシーが得票率89.6％で3選されたと発表[868]。
  -  香港区議会議員選挙（英語版）（地方選挙）を執行。選挙制度の変更により民主派政党は候補者擁立もままならず、親中派が圧勝へ[869]。投票率は27.5%と過去最低[870]。
  -  アルゼンチン共和国大統領にハビエル・ミレイが就任[871]。
- 11日
  -  ポーランド共和国下院議会がマテウシュ・モラヴィエツキ内閣に対する信任決議案を賛成190、反対266票で否決し、モラヴィエツキ政権が崩壊[872]。同日、ドナルド・トゥスク元首相の新首相就任を賛成248、反対201票で承認[873]。13日に就任宣誓を予定[874]。
  -  フランス下院議会は新たな移民法案を審議することなく法案を否決する動議を賛成270、反対265票で可決[875]。法案を担当するジェラルド・ダルマナン内務大臣はエマニュエル・マクロン大統領に辞表を提出したが承認されず[876]。19日、修正法案が可決（後述）[877]。
  -  インド最高裁は政府が2019年8月に憲法370条を撤廃し、同条項にて認められていたジャンムー・カシミール州の自治権剥奪と同州をラダック連邦直轄領とジャンムー・カシミール連邦直轄領に分割する決定について旧州側からの異議申し立てを棄却し、2024年9月30日までに地方選挙を実施するよう命令[878]。
- 12日
  - 自民党安倍派による政治資金パーティー収入の裏金疑惑の説明責任を果たしていないとして立憲民主党が提出した松野博一内閣官房長官の不信任決議案の採決が衆議院本会議で行われ、自民、公明の与党などの反対多数で否決された[879]。13日には内閣不信任決議案の採決が行われ、こちらも与党などの反対多数で否決された[880]。
  -  国際連合総会は緊急特別会合を開き、パレスチナ自治区ガザにおける戦闘の「人道的な即時停戦」を求める決議案を採択。日本、中国、フランスなど153カ国が賛成。アメリカやイスラエルなど10カ国が反対し、イギリス、ドイツなど23カ国は棄権[881]。
- 13日
  - 第212回国会会期末[882]。
  - 教育無償化を実現する会、正式結成。総務省は、14日に政治資金規正法に基づく政治団体の届出を受理した[883][884]。
  -  大韓民国の与党・国民の力の金起炫（朝鮮語版）代表が辞任の意向を表明[885]。
  -  スイス連邦議会が今年限りで連邦参事会参事を退任するアラン・ベルセの後任にベアト・ヤンスを選出[886]。また2024年度の連邦大統領にヴィオラ・アムヘルト（204票中158票を獲得）[887]、副大統領にカリン・ケラー＝ズッター（196票中138票）を選出[888]。
  -  ウェールズのマーク・ドレイクフォード（英語版）首席大臣（首相格）が2024年3月に辞任すると発表[889]。
  -  アメリカ合衆国下院は、ジョー・バイデン大統領が次男のハンター・バイデンのビジネスに不正に関わっていたなどとされる疑惑をめぐり、大統領の弾劾訴追に向けた調査に法的権限を付与する決議案決議案を賛成221、反対212の賛成多数で可決[890]。
- 14日
  - 自民党安倍派による政治資金パーティーをめぐる問題を受け、松野博一内閣官房長官や西村康稔経済産業大臣など安倍派の4人の閣僚と5人の副大臣、1人の大臣政務官が辞表を提出。また、党の萩生田光一政務調査会長、髙木毅国会対策委員長、世耕弘成参議院幹事長も辞表を提出[891]。
  - 柿沢未途衆議院議員が自民党に離党届を提出し、受理された。この日、4月の江東区長選での公職選挙法違反事件への関与をめぐり柿沢の議員会館の事務所や自宅に東京地検特捜部が家宅捜索に入っていた[892]。
  - 中間市議会は会合の場で「あいさつとスカートは短い方がいい」と不適切な発言を行った福田健次市長に対する辞職勧告決議案を賛成8、反対7の賛成多数で可決[893]。
- 15日
  - 宮若市議会は職員に対しパワハラを繰り返していたとされる塩川秀敏市長に対する辞職勧告決議案を賛成9、反対6の賛成多数で可決[894]。
  - 奈良県議会は、県が関西広域連合に全面参加するための議案を賛成多数で可決[895]。
- 16日
  -  アメリカ合衆国上院のヒアリング室で他の男性と性行為を行い、動画を撮影した男性スタッフは上院議員、ベン・カーディン（英語版）の補佐官であったことがわかる。同スタッフは既に解雇された（キャピトル・ヒル性的映像スキャンダル（英語版））[896][897]。
  -  マダガスカルのアンドリー・ラジョエリナ大統領の2期目がスタート。20日、クリスチャン・ンツァイ首相が辞任表明[898]。
  -  クウェートのナワーフ1世首長が薨去し、後任にミシュアル1世皇太子が即位[899]。
- 17日
  -  チリ新憲法国民投票（英語版）を執行。賛成は45％弱にとどまり新憲法案は否決[900]。
  -  セルビア議会選挙（英語版）を執行[901]。250議席中、セルビア進歩党を中心とする与党統一リスト・セルビアは止まらない（英語版）が128議席を獲得し過半数。暴力に反対するセルビア（英語版）は65議席[902]。
  -  チャドを統治する暫定軍事評議会による新憲法案の国民投票（英語版）を執行、野党は茶番と主張[903]。24日、新憲法案が賛成86％で承認されたと発表[904]。29日、新憲法が公布されたことを受けてサレハ・ケブザボ（英語版）首相がマハマト・デビ暫定大統領に辞表を提出[905]。
- 18日
  -  大韓民国・共に民主党の前代表・宋永吉は「現金入り封筒事件」に関し、証拠隠滅の可能性があるとして拘束された[906]。
  -  イラク地方評議会選挙（英語版）を10年ぶりに執行。投票率は41％[907]。
- 19日
  - 自民党派閥の政治資金パーティーを巡る問題で、東京地検特捜部が清和政策研究会（安倍派）と志帥会（二階派）の事務所などの家宅捜索に入った[908]。20日、小泉龍司法務大臣は検察への指揮権を持つことから、今後の捜査に誤解を生じさせたくないとして所属する二階派に退会届を提出し、受理された。また中野英幸法務政務官も二階派を退会[909]。
  -  大韓民国の尹錫悦大統領が外交部長官（外相）に元国連大使の趙兌烈を指名[910]。
  -  フランス上院と下院は継続審議となっていた政府提出の移民法の修正案を合同委員会で修正の後、与党と国民連合などの賛成を得て両院で可決。政府原案に比べ犯罪者の移民の追放が容易となるもので、法案可決を受けてオレリアン・ルソー（英語版）保健・予防相（英語版）は辞表を提出[911]。
  -  コロラド州最高裁判所は、ドナルド・トランプ前大統領が2021年の連邦議会議事堂襲撃事件に関与したとし、反乱などに関わった者が公職に就くことを禁じる合衆国憲法修正第14条3項に抵触したとして2024年の大統領選挙コロラド州共和党予備選への出馬を認めない判断を示した。トランプはこの判決を不服として連邦最高裁に上訴すると表明[912]。28日にはメーン州のシェナ・ベローズ（英語版）州務長官がトランプの州共和党予備選への出馬を認めない判断を示し、トランプ陣営が異議申し立ての意向を表明[913]。
- 20日
  - 米軍普天間飛行場を名護市辺野古に移設する工事を巡り、斉藤鉄夫国土交通相が玉城デニー知事に設計変更の承認を命じるよう求めた「代執行」訴訟で、福岡高等裁判所那覇支部は、国の主張を認め、玉城に対して3業務日以内に承認するよう命じた[914]。承認期限の25日、玉城知事が承認命令に応じないことを表明[915]。国は28日、設計変更の承認を沖縄県に代わって代執行[916]。
  -  コンゴ民主共和国議会選挙・大統領選挙（英語版）を執行。一部投票所で投票が行えず、21日まで投票を延長したことに野党の大統領候補者が反発し、再投票による完全な再選挙を要求[917]。31日、選挙管理当局はフェリックス・チセケディが70%以上の得票率で再選を決めたと発表[918]。
- 21日
  - 奈良県三郷町発注の公共事業で入札に関する情報を業者に漏らしたとして、町長の森宏範が官製談合防止法違反の罪で在宅起訴された。また、別の事業で入札を妨害したとして、町環境整備部長と町都市建設課長も同法違反などの罪で在宅起訴された[919]。28日、森町長が辞職を表明[920]。
  -  大韓民国の韓東勲法務部長官は与党・国民の力の非常対策委員会委員長の就任提案を受諾し、尹錫悦大統領に法務部長官の辞意を表明した[921]。同26日に正式に就任し、併せて第22代総選挙への不出馬を表明した[922]。
  -  アンゴラ鉱物資源・石油・ガス相のディアンマンディーノ・ペドロ・アゼド（ドイツ語版）は石油輸出国機構からの同国の脱退を表明[923]。
- 22日
  - 自民党総務会で、党政調会長に渡海紀三朗、党国対委員長に浜田靖一を充てる人事が了承された[924]。
  - 鹿角市議会は、関厚市長が道の駅かづのを運営する第三セクターの社長を議会への説明なしに解任したなどとして、関市長に対する辞職勧告決議案を賛成12、反対4の賛成多数で可決[925]。
  -  国際連合安全保障理事会は、ガザ地区への人道支援拡大を求める決議案を13カ国の賛成で採択。米国とロシアの対立による数回の決議延期を経て、米露両国が拒否権を行使しないよう、当初の決議案に盛り込まれていた「敵対行為の即時停止」やハマースへの非難、イスラエルの自衛権への言及は盛り込まれなかったが、米露は棄権した[926]。
  -  アルツァフ共和国のサンベル・シャフラマニャン大統領が、アルツァフの国家機関の解散を想定した文書は存在しないと改めて表明[927]。
- 24日 - 武蔵野市長選挙を執行。前市議の小美濃安弘（自民・公明推薦）が前市議の笹岡裕子（立民・共産・れいわ・社民など支持）を破り、初当選[928]。
- 27日
  -  大韓民国の与党・国民の力の元党首、李俊錫はソウル市内のカルビ屋で国民の力を離党し、新党「改革新党」（仮称）を立ち上げることを発表[929]。
  -  大韓民国の野党・共に民主党の元党首、李洛淵の側近のナム・ピョンオ（남평오）は記者会見で、現党首の李在明にまつわる大庄洞開発疑惑（朝鮮語版）の情報を最初にメディアに提供したと認めた[930]。
- 28日
  - 4月の江東区長選挙で木村弥生前区長（辞職）を当選させる目的で同区議らに現金を提供するなどした疑いがあるとして、東京地検特捜部は、前法務副大臣の柿沢未途衆議院議員と秘書4人を公職選挙法違反（買収など）容疑で逮捕[931]。
  -  大韓民国の尹錫悦大統領は国家安保室長に張虎鎮（朝鮮語版）外交部第1次官を任命。また、金大棋（朝鮮語版）大統領秘書室長が辞任したことを受け、後任に李官燮（朝鮮語版）大統領政策室長を任命[932]。
- 29日
  -  中国全国人民代表大会常務委員会が前海軍司令官の董軍を国防部部長に充てる人事を決定[933]。同日、ロケット軍前司令官の李玉超（中国語版）や元司令官の周亜寧（中国語版）など軍高官ら9人の全人代代表の解任も発表された[934]。
  -  アルゼンチンが2024年1月1日に加盟することが決まっていたBRICSの5カ国に対し、加盟を撤回する方針を通知[935]。
- 30日 -  大韓民国の野党・共に民主党の現党首・李在明と元党首・李洛淵は面会したが、李在明は李洛淵が提案した党首職の辞退と非常対策委員会構築の提案を拒否した。李洛淵と李在明体制の共に民主党との事実上の決別と見られる[936]。
- 31日 -  デンマークの女王マルグレーテ2世が大晦日のテレビ演説を行い、在位52年となる2024年1月14日に退位する意向を表明[937][938]。

## 死去

### 1月
- 3日
  - ルスラン・ハズブラートフ： 元ロシア最高会議議長（* 1942年）[939]
  - アブデルサラム・アル＝マジャリ（英語版）： 元ヨルダン首相、元外相（* 1925年）[940]
- 4日 - ヴォロドィームィル・ラドチェンコ： 元ウクライナ副首相、元保安庁長官、元国家安全保障・国防会議書記（* 1948年）[941]
- 5日 - マゴメド・アブドゥラエフ（ロシア語版）： ロシア連邦内ダゲスタン共和国元首相（* 1961年）[942]
- 10日 - コンスタンティノス2世： 最後のギリシャ王国国王（* 1940年）[943]
- 11日
  - モルタザ・ラヒモフ： ロシア連邦内バシコルトスタン共和国初代大統領、バシキールASSR元最高会議議長（* 1934年）[944]
  - ラフィク・ニシャノフ： ソビエト連邦内ウズベクSSR元最高会議幹部会議長（* 1926年）[945]
- 14日 - アリレザ・アクバリ（英語版）： 元イラン国防軍需副大臣（* 1961年）[946]
- 17日 - 小林守：衆議院議員（4期） 【日本社会党・社会民主党・民主党などに所属】（* 1944年）[947][948][949]
- 18日 - デニス・モナスティルスキー： ウクライナ内務大臣（* 1980年）[950]
- 23日 - アルバロ・コロン： 第47代グアテマラ大統領（* 1951年）[951]
- 26日 - アブドゥル・ジャバル・サビト： 元アフガニスタン・イスラム共和国検事総長（* 1946年）[952]
- 29日 - 石原信雄：元内閣官房副長官（* 1926年）[953][954]

### 2月
- 2日 - 横路孝弘：元衆議院議員【日本社会党・民主党・民進党所属】、第73代衆議院議長、第63代衆議院副議長、公選第10・11・12代北海道知事（* 1941年）[955]
- 4日
  - エドワード・パンゲリナン： 初代北マリアナ諸島住民代表（* 1941年）[956]
  - シェリーフ・イスマイール： 元エジプト首相（* 1955年）[957]
- 5日 - パルヴェーズ・ムシャラフ： 第10代パキスタン大統領、元行政長官（* 1943年）[958]
- 6日 - ルボミール・シュトロウガル（英語版）： 第19代チェコスロバキア首相（* 1924年）[959]
- 8日 - イワン・シラーエフ： 第11代ロシア共和国閣僚会議議長（首相）、ソビエト連邦国民経済管理委員会委員長（経済首相格）（* 1930年）[960]
- 9日
  - 高野之夫：東京都豊島区長、豊島区議会議員、東京都議会議員（* 1937年）[961]
  - 呉克烈： 元北朝鮮国防委員会副委員長（* 1930年）[962]
- 10日
  - セルゲイ・テレシチェンコ： 初代カザフスタン首相（* 1951年）[963]
  - ハンス・モドロウ： 第5代ドイツ民主共和国閣僚評議会議長（首相）（* 1928年）[964][965]
- 13日 - ホセ・マリア・ヒル＝ロブレス・イ・ヒル＝デルガド： 元欧州議会議長（* 1935年）[966]
- 22日
  - 塚田佐：元長野市長（* 1936年）[967]
  - アフマド・クレイ（英語版）： 第2代パレスチナ首相（* 1937年）[968]
- 24日 - ジェームズ・アブレズク： 元アメリカ合衆国下院議員、元上院議員（* 1931年）[969]
- 26日 - ベティ・ブースロイド（英語版）： 元イギリス庶民院議長（* 1929年）[970]
- 27日
  - 辜寛敏： 中華民国総統府資政（* 1926年）[971]
  - 沈祖倫： 元中華人民共和国浙江省人民政府省長（* 1931年）[972]
  - ジェラール・ラトルチュ： 第12代ハイチ共和国首相、元外相（* 1934年）[973]

### 3月
- 3日 - 今井宏：元埼玉県草加市長、元総務副大臣、元衆議院議員【日本新党・新進党・自由民主党所属】（* 1941年）[974]
- 6日 - ジョージナ・ベイアー： 元ニュージーランド議会議員（* 1957年）[975]
- 9日
  - 扇千景：元参議院議員【自由民主党・新生党・新進党・自由党・保守党・保守新党所属】、第26代参議院議長、初代・第2代国土交通大臣、初代保守党党首（* 1933年）[976]
  - ダウド・ムザミル（英語版）： アフガニスタン・バルフ州知事（* 生年不明）[977]
- 10日
  - 金田誠一：元衆議院議員【日本社会党・新党さきがけ・民主党所属】（* 1947年）[978]
  - 山田憲昭：石川県白山市長（* 1951年）[979]
- 11日 - 野間赳：元参議院議員【自由民主党所属】、元農林水産副大臣（* 1934年）[980]
- 12日
  - 北本正雄：東京都北区元区長（* 1920年）[981][982]
  - 太田淳夫：元参議院議員【公明党所属】（* 1934年）[983]
- 15日 - 中山太郎：元参議院議員、元衆議院議員【自由民主党所属】、第112-113代外務大臣、第11代沖縄開発庁長官（* 1924年）[984]
- 19日 - ポヒヴァ・トゥイオネトア： 第16代トンガ王国首相（* 1951年）[985]
- 24日 - 粟森喬：元参議院議員【民主改革連合所属】（* 1939年）[986]
- 31日 - ラビー・ナマリウ（英語版）： 第5代パプアニューギニア首相（* 1947年）[987]

### 4月
- 1日 - 羅志軍： 元南京市長、元江蘇省人民政府省長（* 1957年）[988]
- 3日 - ナイジェル・ローソン： 第64代イギリス財務大臣（* 1932年）[989]
- 9日 - 山本栄彦：第33-35代山梨県甲府市長、公選第15代山梨県知事（* 1935年）[990]
- 12日 - 山﨑孝明：東京都江東区長、元東京都議会議員、元江東区議会議員（* 1943年）[991]
- 14日 - 溝手顕正：元参議院議員【自由民主党所属】、第74代国家公安委員会委員長、第28代自由民主党参議院議員会長、元広島県三原市長（* 1942年）[992]
- 18日 - アルバート・デル・ロサリオ： 第25代フィリピン共和国外務大臣（* 1939年）[993]
- 22日 - ムダール・バドラーン（英語版）： 第23代ヨルダン首相、元外相（* 1934年）[994][995]
- 25日 - フランソワ・レオタール： 第15代フランス国防大臣、第13代文化大臣（* 1942年）[996]

### 5月
- 3日 - ニキツァ・ヴァレンティッチ（英語版）： 第5代クロアチア首相（* 1950年）[997]
- 4日 - リファト・ラストデル（英語版）： 元モンテネグロ共和国大統領代行（* 1950年）[998]
- 16日 - ニコライ・シャクレイン： 第3代ロシア連邦キーロフ州知事、元連邦上下院議員（* 1943年）[999]
- 20日 - 北村誠吾：衆議院議員【自由民主党所属】、元地方創生担当大臣（* 1947年）[1000]
- 22日 - ヴィム・ユーデンハウト（英語版）： 第5代スリナム首相、元外相（* 1937年）[1001]

### 6月
- 3日 - 畠山健治郎：元衆議院議員【日本社会党・社会民主党所属】、元秋田県大館市長（* 1933年）[1002]
- 7日 - バエナ・ソアレス（英語版）： 第6代米州機構事務局長（* 1931年）[1003]
- 11日 - 青木幹雄：元参議院議員【自由民主党所属】、第64-65代内閣官房長官、第25代自由民主党参議院議員会長（* 1934年）[1004]
- 12日 - シルヴィオ・ベルルスコーニ： 第50・56・57・59代イタリア首相（* 1936年）[1005]
- 17日 - オレーグ・ベーチン： 元タンボフ州知事、元タンボフ州行政長官（* 1950年）[1006]
- 18日 - ハジュビカル・ボコフ（ロシア語版）：  第4代チェチェン・イングーシ自治ソビエト社会主義共和国最高会議幹部会議長（* 1935年）[1007]
- 25日
  - 木村守男：公選第14-16代青森県知事、元衆議院議員【新自由クラブ・自由民主党・新生党・新進党所属】（* 1938年）[1008]
  - サイモン・クリーン（英語版）： 元オーストラリア労働党党首（* 1949年）[1009]
- 26日 - ロイド・アースキン・サンディフォード（英語版）： 第5代バルバドス首相（* 1937年）[1010]
- 29日
  - 堀忠雄：京都府和束町長（* 1945年）[1011]
  - タプリー・シートン（英語版）： 第4代セントクリストファー・ネイビス総督（* 1950年）[1012]

### 7月
- 2日 - ミラン・ミルティノヴィッチ（英語版）： 第2代ユーゴスラビア連邦共和国内セルビア共和国大統領、元ユーゴスラビア外相（* 1942年）[1013]
- 3日 - 閻明復： 元中国共産党中央統一戦線工作部長（* 1931年）[1014]
- 4日 - アレクセイ・アブラメンコ（ロシア語版）： ベラルーシ運輸通信相（* 1977年）[1015]
- 6日 - アルナルド・フォルラーニ： 第43代イタリア閣僚評議会議長（* 1925年）[1016]
- 10日 - 桑原功：元衆議院議員【民主党所属】（* 1945年）[1017]
- 16日 - 大野功統：第69-70代防衛庁長官、元衆議院議員【自由民主党所属】（* 1935年）[1018]
- 20日 - ラシード・スファル（英語版）： 第4代チュニジア首相（* 1933年）[1019]
- 24日 - アレクサンドル・ソロヴィヨフ（英語版）： ロシア連邦内ウドムルト共和国第2代首長（* 1950年）[1020]
- 26日 - ジャン＝ジャック・オノラ（英語版）： 第3代ハイチ首相（* 1931年）[1021]
- 31日 - スラト・ヒュセイノフ（ロシア語版）： 第4代アゼルバイジャン共和国首相（* 1959年）[1022]

### 8月
- 1日 - コナン・ベディエ： 第2代コートジボワール大統領（* 1934年）[1023]
- 4日
  - 畑英次郎：第56代通商産業大臣、第19代農林水産大臣、元衆議院議員【自由民主党・新生党・新進党・太陽党・民政党・民主党所属】、元日田市長（* 1928年）[1024]
  - ボニファス・アレクサンドル： 元ハイチ大統領代行（* 1936年）[1025]
  - ミハイル・ニコラエフ： 初代ロシア連邦内サハ共和国大統領（* 1937年）[1026]
- 9日 - フェルナンド・ビジャビセンシオ（英語版）： 2023年エクアドル大統領選挙候補者、元国民議会議員（* 1963年）[1027]
- 16日 - ベリズ・ベルキッチ（英語版）： 第5代ボスニア・ヘルツェゴビナ大統領評議会議長（* 1946年）[1028]
- 18日 - 瑞慶覧長方：元沖縄県議会議員、第8代沖縄社会大衆党委員長（* 1932年）[1029]
- 22日 - レ・ヴァン・タイン（英語版）： ベトナム副首相（* 1962年）[1030]
- 24日 - ブラート・バエケノフ： 初代カザフスタン国家保安委員会議長、初代安全保障会議書記、元内相（* 1942年）[1031]
- 25日 - セルゲイ・フィラートフ： 元ロシア大統領府長官（* 1936年）[1032]
- 30日 - 島村大：参議院議員【自由民主党所属】（* 1960年）[1033]

### 9月
- 1日
  - 中村正三郎：第26代環境庁長官、第65代法務大臣、元衆議院議員【自由民主党所属】（* 1934年）[1034]
  - ビル・リチャードソン： 第9代アメリカ合衆国エネルギー長官、第21代国際連合大使、第30代ニューメキシコ州知事、元下院議員（* 1947年）[1035]
- 4日 - 戸田邦司：元参議院議員【新進党・自由党所属】（* 1934年）[1036]
- 9日 - マンゴスツ・ブテレジ： 南アフリカ共和国に設置されていたズールー人のバントゥースタン、クワズールー（英語版）の元首相（* 1928年）[1037]
- 11日 - 李相薫： 第27代大韓民国国防部長官（* 1933年）[1038]
- 12日 - スバス・ネムバン： 元ネパール制憲議会議長（* 1953年）[1039]
- 13日 - ミルチャ・スネグル： 初代モルドバ大統領、モルダヴィアSSR元最高会議幹部会議長、モルダヴィアSSR元最高会議議長（* 1940年）[1040]
- 14日（この日までに死去） - 金鎰喆： 元北朝鮮人民武力部長（* 1933年）[1041]
- 16日 - アブドゥルアーティー・アル＝オベイディー（英語版）： 初代大リビア・アラブ社会主義人民ジャマーヒリーヤ国全国人民委員会書記（首相格）、第2代全国人民会議書記長（形式上の元首）、元外務大臣（* 1939年）[1042]
- 17日 - ゲンナジー・ラグタ： 元ウクライナ・ヘルソン州知事（* 1974年）[1043]
- 18日 - 又市征治：元参議院議員【社会民主党所属】、第5代社会民主党党首（* 1944年）[1044]
- 22日 - ジョルジョ・ナポリターノ： 第11代イタリア大統領、元内相、元代議院議長（* 1925年）[1045]
- 25日 - 片峯誠：福岡県飯塚市長（* 1956年）[1046]
- 26日 - 三石久江：元参議院議員【日本社会党・新党護憲リベラル所属】（* 1927年）[1047]
- 27日 - ジョン・テンボ： 元マラウイ会議党党首（* 1932年）[1048]
- 29日 - ダイアン・ファインスタイン： アメリカ合衆国上院議員【民主党所属】、第38代サンフランシスコ市長（* 1933年）[1049]

### 10月
- 1日（この日までに死去） - 金永日： 元朝鮮労働党国際部長（* 1947年）[1050]
- 2日 - 高島直樹：第46代東京都議会議長、東京都議会議員【自由民主党所属】（* 1950年）[1051]
- 4日 - ルイス・ジャンピエトリ（英語版）： 元ペルー第一副大統領（* 1940年） [1052]
- 6日 - 岩國哲人：元衆議院議員【新進党・太陽党・民政党・民主党所属】、元出雲市長（* 1936年）[1053]
- 7日 - マルーフ・アル・バヒト（英語版）： 第36代ヨルダン首相（* 1947年） [1054]
- 8日 - ショーヨム・ラースロー： 第三共和政第3代ハンガリー大統領（* 1942年） [1055]
- 13日 - 渕上貞雄：元参議院議員【日本社会党・社会民主党所属】、第3代社会民主党幹事長（* 1937年）[1056]
- 16日 - マルッティ・アハティサーリ： 第10代フィンランド大統領（* 1937年） [1057]
- 17日 - 東順治：元衆議院議員【新進党・新党平和・公明党所属】、元公明党国会対策委員長（* 1946年）[1058]
- 21日 - ビル・ハイドン： 第21代オーストラリア総督、元外相（* 1933年）[1059]
- 25日 - 津島雄二：第71・84代厚生大臣、第4代平成研究会会長、元衆議院議員【自由民主党・高志会・自由改革連合所属】（* 1930年）[1060]
- 27日
  - 荒木泰臣：元嘉島町長、元全国町村会長（* 1946年）[1061]
  - 李克強： 第7代中華人民共和国国務院総理（* 1955年）[1062]
- 31日
  - 一井淳治：元参議院議員【日本社会党・社会民主党・民主党所属】（* 1936年）[1063]
  - 山本公一：第32代環境大臣、元衆議院議員【自由民主党所属】（* 1947年）[1064]

### 11月
- 1日 - モハメド・アフメド・アリ： ソマリア連邦共和国内ガルムドゥグ第2代大統領（* 1951年）[1065]
- 2日 - アンリ・ロペス（英語版）： 元コンゴ人民共和国首相（* 1937年）[1066]
- 4日 - 保利耕輔：第114代文部大臣、第54-55代自治大臣、第63-64代国家公安委員会委員長、第43代自民党国会対策委員長、第51代党政務調査会長、元衆議院議員【自由民主党所属】（* 1934年）[1067]
- 6日 - アントニ・マルティ（英語版）： 第7代アンドラ公国首相（* 1963年）[1068]
- 10日 - 細田博之：第78代衆議院議長、第70-71代内閣官房長官、元沖縄及び北方対策担当大臣、第47代自由民主党幹事長、第51・54代自由民主党総務会長、衆議院議員【自由民主党所属】（* 1944年）[1069]
- 11日
  - 若林正俊：第43・45-46代農林水産大臣、第8代環境大臣、元衆議院議員、元参議院議員【自由民主党所属】（* 1934年）[1070]
  - カレル・シュヴァルツェンベルク： 元チェコ共和国外務大臣（* 1937年）[1071]
- 12日 - ラヒム・ヒュセイノフ（英語版）： 第2代アゼルバイジャン共和国首相（* 1936年）[1072]
- 15日 - 木村仁：元外務副大臣、元参議院議員【自由民主党所属】（* 1934年）[1073]
- 19日 - ジュゼッペ・アルツィッリ（英語版）： 元サンマリノ執政（元首格）（* 1941年）[1074]
- 21日 - 櫻井規順：元参議院議員【日本社会党所属】（* 1935年）[1075]
- 29日
  - ヘンリー・キッシンジャー： 第56代アメリカ合衆国国務長官、第8代国家安全保障問題担当大統領補佐官（* 1923年）[1076]
  - ミシェル・リヴァジ： 元フランス国民議会議員、欧州議会議員（* 1955年）[1077]
- 30日 - アリスター・ダーリング： 元イギリス財務大臣（* 1953年）[1078]

### 12月
- 2日 - フォスタン・トゥワギラムング： 第5代ルワンダ首相（* 1945年）[1079]
- 6日 - イリヤ・キワ（英語版）： 元ウクライナ社会党党首 （* 1977年）[1080]
- 9日 - 粕谷照美：元参議院議員【日本社会党所属】（* 1924年）[1081]
- 10日 - ジュリアン・キャロル： 第54代ケンタッキー州知事、第46代副知事 （* 1931年）[1082]
- 11日 - ポラン・オバメ＝ンゲマ（英語版）： 第4代ガボン共和国首相 （* 1934年）[1083]
- 16日 - ナワーフ・アル＝アフマド・アル＝ジャービル・アッ＝サバーハ： 第16代クウェート首長（* 1937年）[1084]
- 23日 - 竹入義勝：第3代公明党委員長、元衆議院議員【公明党所属】（* 1926年）[1085]
- 26日 - ヴォルフガング・ショイブレ： 第13代ドイツ連邦議会議長、元財務相、元内相、第6代キリスト教民主同盟党首（* 1942年）[1086]
- 27日 - ジャック・ドロール： 第6代欧州委員会委員長、第11代フランス共和国経済・財務大臣（* 1925年）[1087]
- 29日 - マイケル・ハーディ・ボーイズ： 元ニュージーランド総督（* 1931年）[1088]
- 30日 - ハチム・カルモコフ（英語版）： ロシア連邦内カバルダ・バルカル共和国第2代最高会議議長（* 1941年）[1089]